# 高山植物

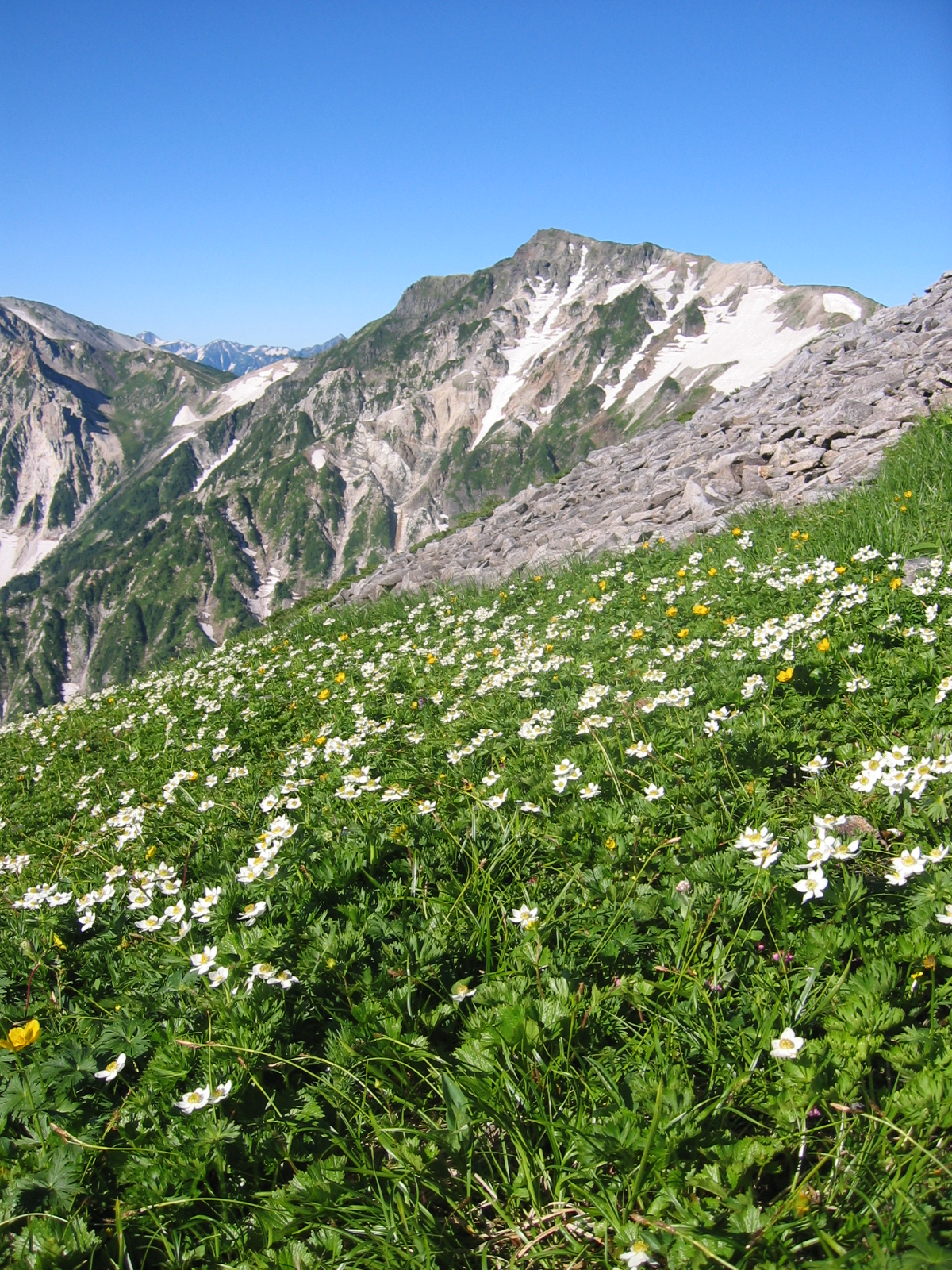
ハクサンイチゲの群落 白馬岳

高山植物（こうざんしょくぶつ）とは、一般には森林限界より高い高山帯に生えている植物のことを指す。広義には高山帯だけではなく亜高山帯に生育する植物も含める。

## 定義
高山に生育するから高山植物と呼ぶわけではない。例えば、北海道の礼文島や利尻島では森林限界が低いため、北アルプスで標高2,500メートル付近に生育している高山植物を平地や海岸近くでも見ることができる。
より狭義には、高山帯に固有の植物を高山植物と言う。つまり低山帯や丘陵帯にも生えているが、適応の幅が広いので高山帯にも生えている植物は高山植物と呼ばない。ただし、実際には高山へ向かう間に見かける草花も、すべて高山植物と言ってしまう場合が多く、高山植物図鑑の表記でもよく見かける。

## 特徴
高山植物の生育環境は、冬季の積雪と平均気温の低さ、一日の最高気温と最低気温の温度差が大きいこと、風が強いこと、貧弱な養分の土壌、陽射しが強く特に紫外線が多いこと、など多くの点で植物の生育には厳しいことが多い。よってその環境に応じた様々な特徴をそなえている。たとえば、地下茎や根が発達している割に茎や葉が小さく、樹木であっても、ほとんど草並の背丈で、地表に密着してクッション状に成長する。成長が可能な期間が短いため、一年草は少なく、多年生の草本が多い。また、全体に毛が多いものもよくある。これは、植物体表面を寒気から遮断することや、強い日差しから本体を守る役割があると見られる。
日本にはそれほど顕著な例はないが、植物体全体が、表面の毛によってほとんど覆われ、まるで綿クズのように見える例もある。
また、植物体に比して花が大きく、派手なものが多い。植物の活動が夏に限られるため、ほとんど全種が同じ時期に花をつけ、一面に花が並ぶようすをお花畑とよぶ。
日本の場合、多くの高山植物は近縁種を北海道以北に持っている。これは、日本がより寒かった時代（氷期）にここまで分布していた植物の生き残り、すなわち氷河遺存種（レリック）であると考えられる。富士山は日本の最高峰であるが、真の高山植物はほとんどない。これは富士山が比較的新しい時代に、低い山から高くなって形成され、そこに氷期の植物相が入り込むことがなかったためである
したがって、かつては高山植物の分布は山から山へとつながっていたのであろうが、現在ではそれぞれの山の山頂付近に限定され、分布は島のように孤立している。そういった経過を経て、現在では島の生物と同じように、それぞれの山で固有種に分化していることが多い。北岳のキタダケソウや白馬岳周辺と硫黄岳のウルップソウなどがその一例である。植物の保護のために、立ち入り禁止区域に侵入したり触れたりするのを、避けることが望まれる。

## 高山植物の種類

### 日本の高山植物

#### 双子葉植物
- イワウメ科
  - イワウメ, コイワカガミ
- キキョウ科
  - イワギキョウ, チシマギキョウ
- キク科

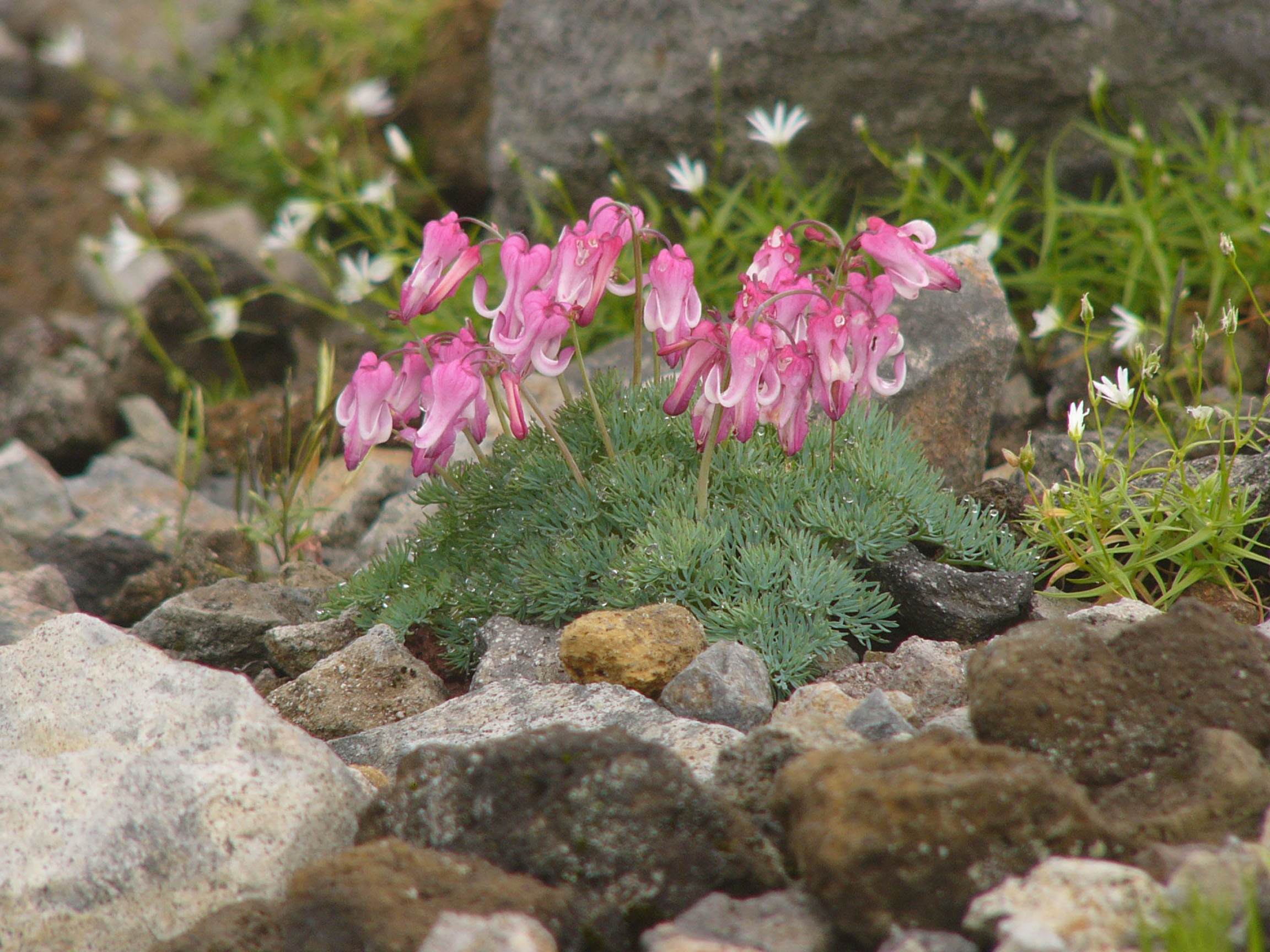
コマクサ(御嶽山 継子岳)

  - ウサギギク, タカネヤハズハハコ, タカネニガナ, チョウカイアザミ, ハヤチネウスユキソウ, ヒメウスユキソウ, ミヤマアズマギク, ミヤマアキノキリンソウ
- キンポウゲ科
  - シナノキンバイ, ミヤマオダマキ, ハクサンイチゲ, ツクモグサ, ミヤマキンポウゲ, タカネキンポウゲ, キタダケソウ
- ケシ科
  - コマクサ

- ゴマノハグサ科

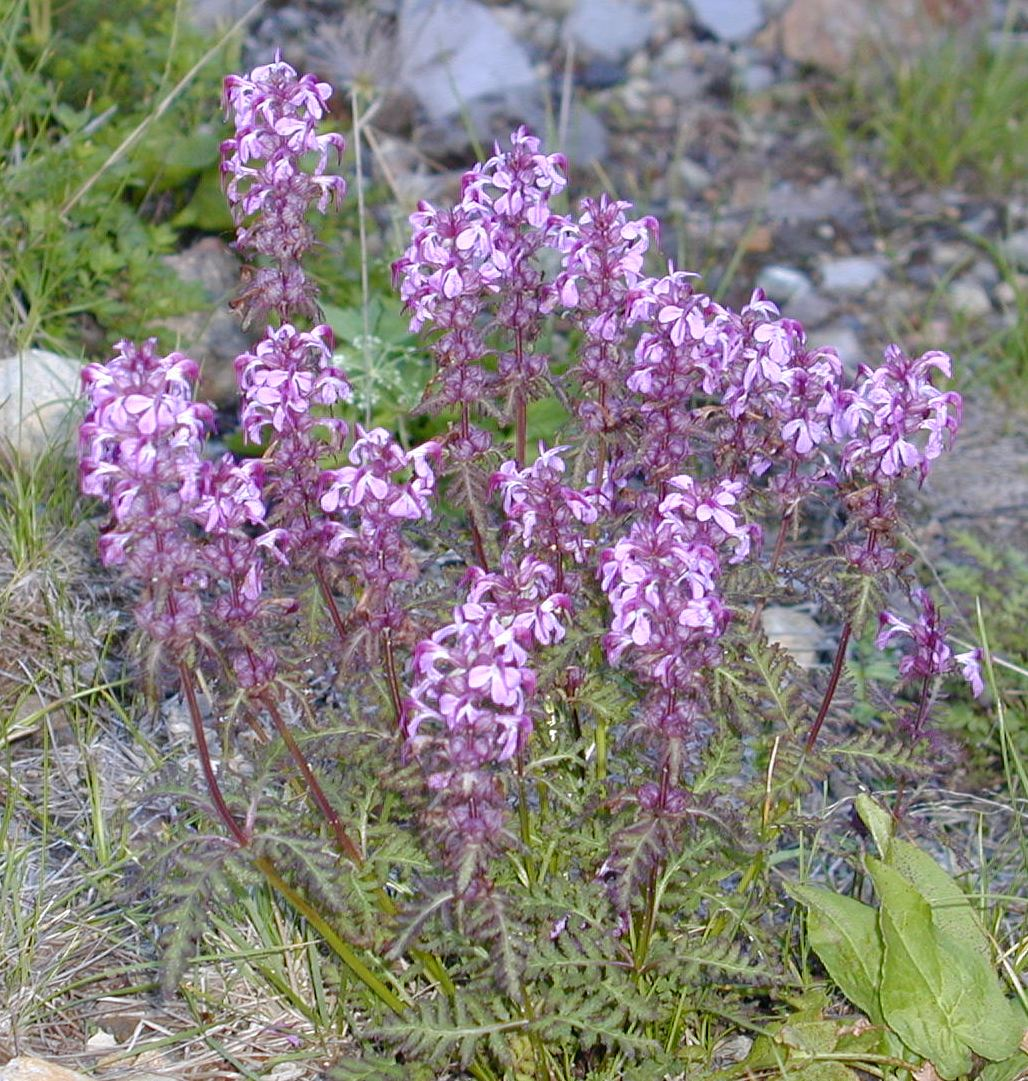
ヨツバシオガマ(立山室堂平)

  - タカネシオガマ, ミヤマクワガタ, ミヤマシオガマ、ヨツバシオガマ
- サクラソウ科
  - ハクサンコザクラ, ユキワリソウ
- シラネアオイ科
  - シラネアオイ
- スミレ科
  - キバナノコマノツメ, タカネスミレ
- タヌキモ科
  - ムシトリスミレ, コウシンソウ
- タデ科
  - オンタデ, ウラジロタデ
- ツツジ科
  - イワヒゲ, シラタマノキ, ミネズオウ, クロマメノキ, アオノツガザクラ, キバナシャクナゲ, ハクサンシャクナゲ, コケモモ, アカモノ, ツガザクラ, ウラシマツツジ
- ナデシコ科
  - イワツメクサ, タカネツメクサ, センジュガンピ, タカネミミナグサ, チョウカイフスマ
- バラ科
  - ミヤマダイコンソウ, チョウノスケソウ, ミヤマキンバイ, タカネナナカマド, チングルマ
- フウロソウ科
  - ハクサンフウロ, タカネグンナイフウロ

- ベンケイソウ科
  - イワベンケイ
- マメ科
  - イワオウギ, オヤマノエンドウ
- ミズキ科
  - ゴゼンタチバナ
- ユキノシタ科

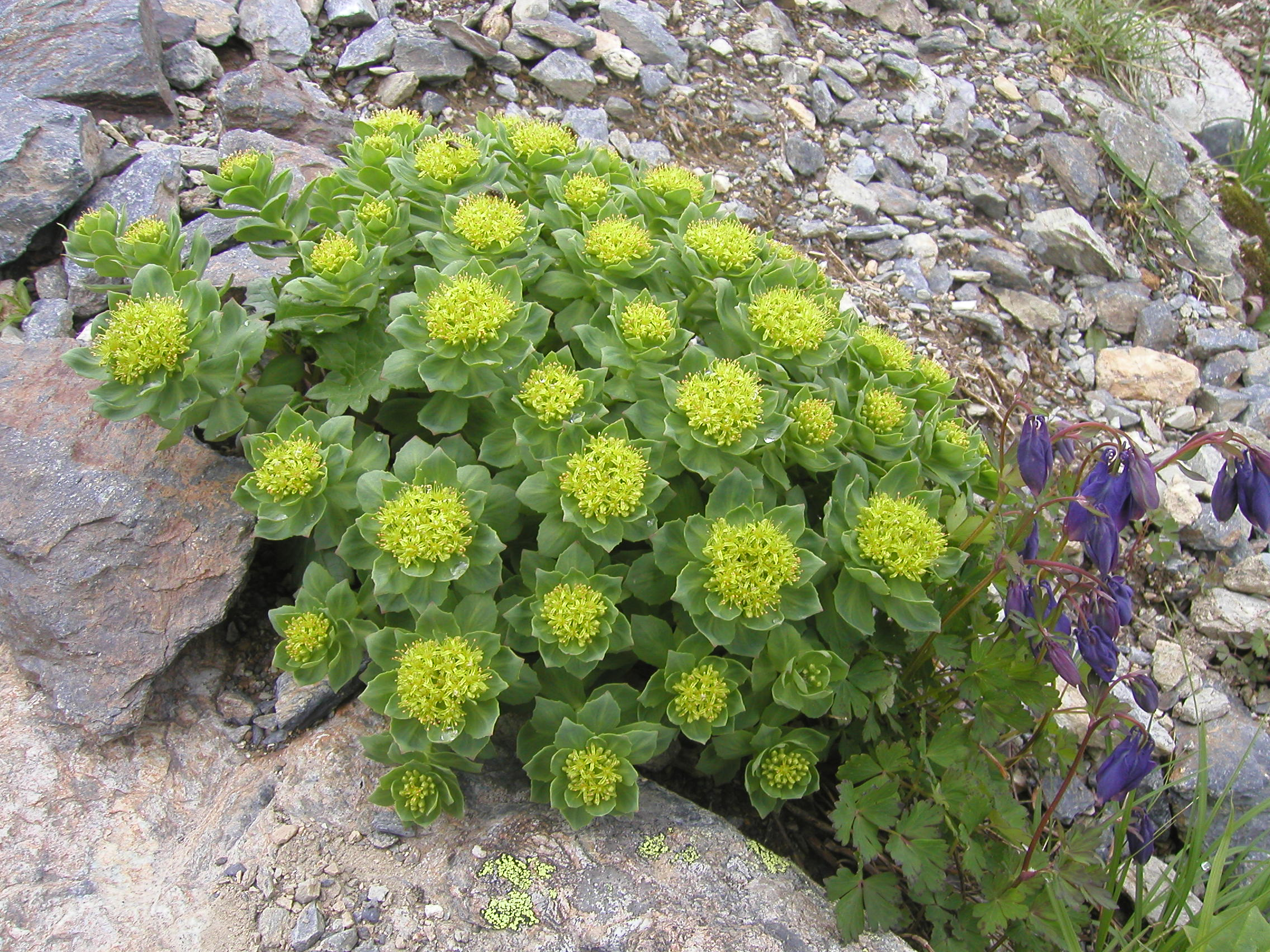
イワベンケイ(南アルプス 北岳)

  - シコタンソウ, ミヤマダイモンジソウ, クモマグサ, ウメバチソウ
- リンドウ科
  - ミヤマリンドウ, トウヤクリンドウ
- スイレン科
  - ヒツジグサ

#### 単子葉植物
- ラン科
  - ハクサンチドリ, タカネサギソウ, テガタチドリ

- ユリ科

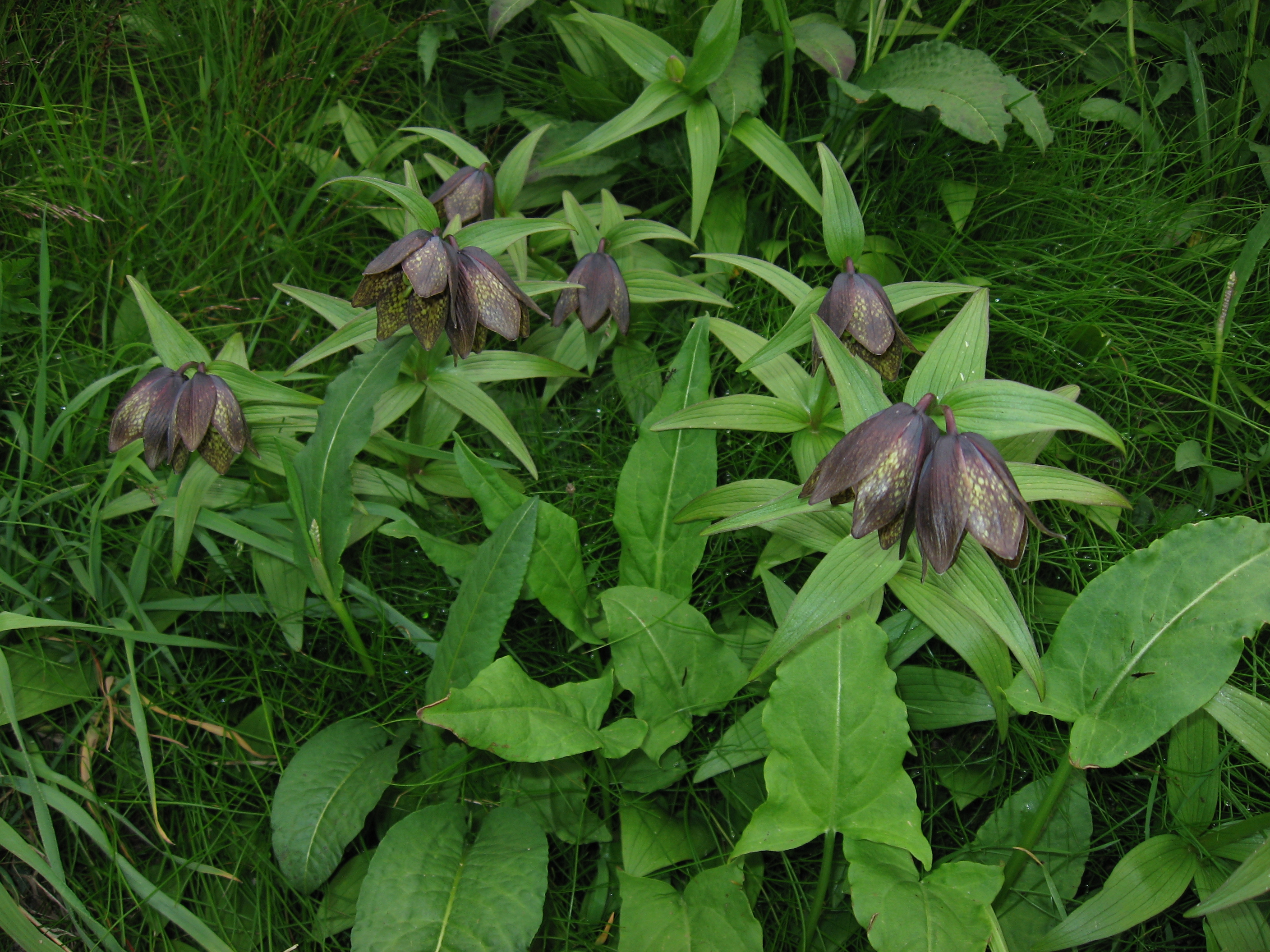
クロユリ(南アルプス 北岳)

  - キヌガサソウ, クロユリ, クルマユリ, コバイケイソウ, ショウジョウバカマ
- イネ科
  - ミヤマアワガエリ
- カヤツリグサ科
  - ワタスゲ

#### 裸子植物
- マツ科
  - ハイマツ

## レッドリストの高山植物
一部の種は環境省や各県のレッドリストに指定されている。南アルプスの高山帯では、地球温暖化に伴う気温上昇などにより、ニホンジカやニホンカモシカなどが高所まで上がり高山植物を食い尽す食害を受けている地域がある。

## 高山植物園

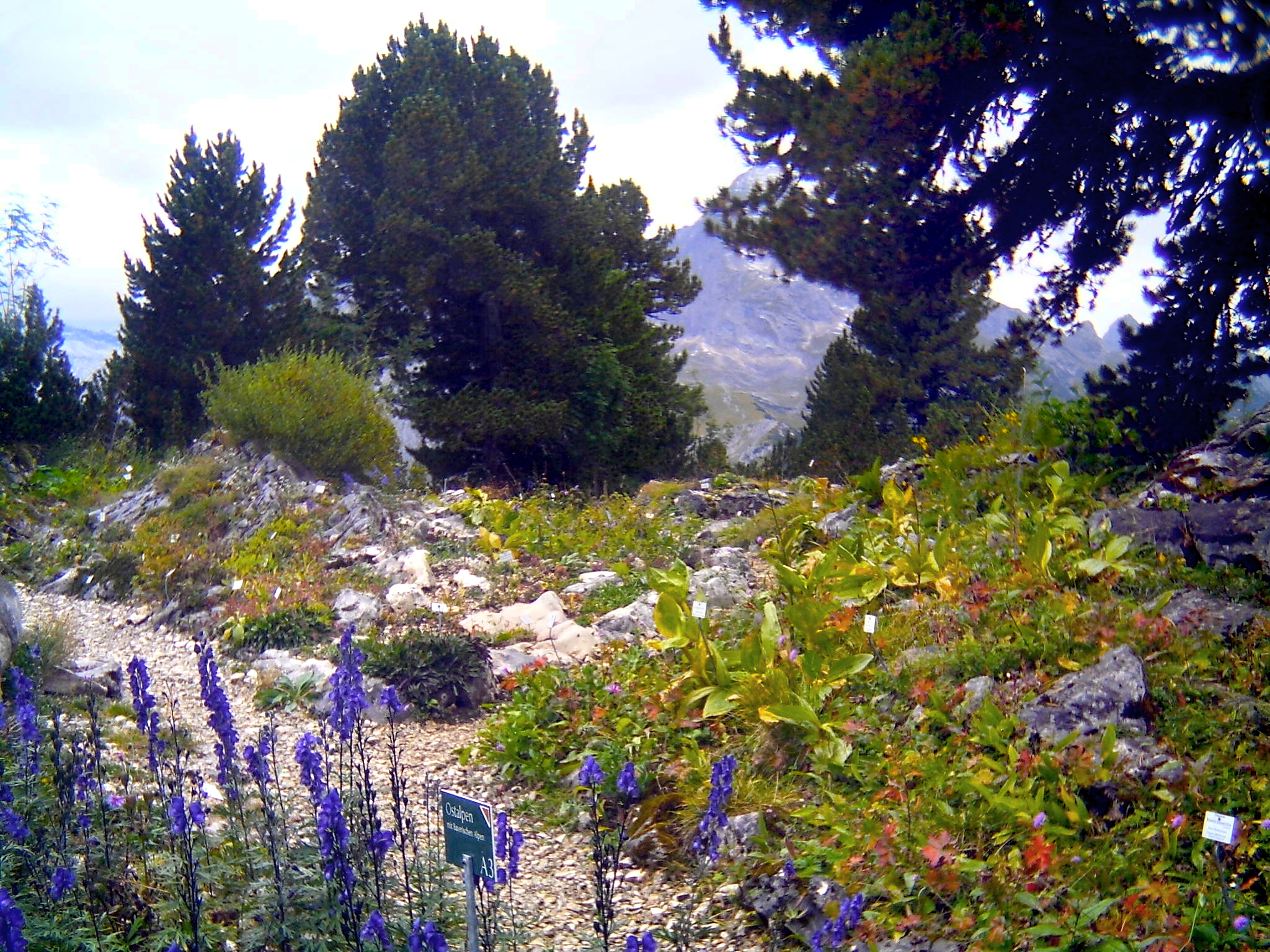
ドイツ・ガルミッシュ＝パルテンキルヒェンの「シャッヘンの王の家」に隣接するアルパイン・ガーデン

高山植物園（こうざんしょくぶつえん、Alpine_Botanical_garden）とは、国内のまたはコーカサス、ピレネー、ロッキー山脈、アルプス、ヒマラヤ、アンデスなど世界中の高地に自生する高山植物を専門に収集・栽培する植物園。また類似な庭園にアルパイン・ガーデン（英：Alpine_garden）といって、邸宅に高山植物を扱う広大な庭を設けることもある。ヨーロッパではロックガーデンの最も一般的な庭園形式の1つとしても知られる。
高山植物園は環境を、植物の原産地の条件を模倣しようとする。例えばその土地に自然に生えている土ではなく、大きな石や砂利をベースに使うことが挙げられる。高山植物は低温に耐えることができるが、冬の間湿った土の中にいることは嫌う。使用する土は一般的に水はけの悪いもの（砂質）となるが、その中でも非常に水はけの良いものをつかう必要がある。そして作る上で障害となるのは、イギリスやアイルランドに見られるような暖冬から厳冬、多雨など、地域によってはその環境に適さない条件もある。こうした場合は、理想的な条件を再現しようとするアルパインハウス（基本的には無暖房の温室）で植物を栽培したり、冬にガラス板で覆うだけで回避することもできる。オーストリアの資料によれば、高山植物園で世界最古のものは1875年にアントン・ケルナー・フォン・マリラウンによって同国のチロル州にある標高2,190 m (7,190 ft)のブレーザー山で作られたとされている。
日本で高山植物園は六甲高山植物園、白馬五竜高山植物園、東館山高山植物園、戸隠森林植物園内高山植物園などがある。

## 管理の歴史
- 日本では大正年間、北アルプスの国有林を管理していた松本営林署（現松本森林管理署）が高山植物の採取を禁止する制限をかけていた[4]。また、戦後、同営林署では美ヶ原高原でも高山植物の管理を行っており、1969年（昭和44年）の例では、美ヶ原の花畑でバーベキューをしていた観光客、テントの下に抜いた高山植物を敷いていた登山者、スキーコースの雪質を向上させるために4トンもの塩を雪渓に撒いていた大学スキー部員など約21500人に対し、自然公園法に抵触する行為であるとして警告を与えている[5]。

## ギャラリー

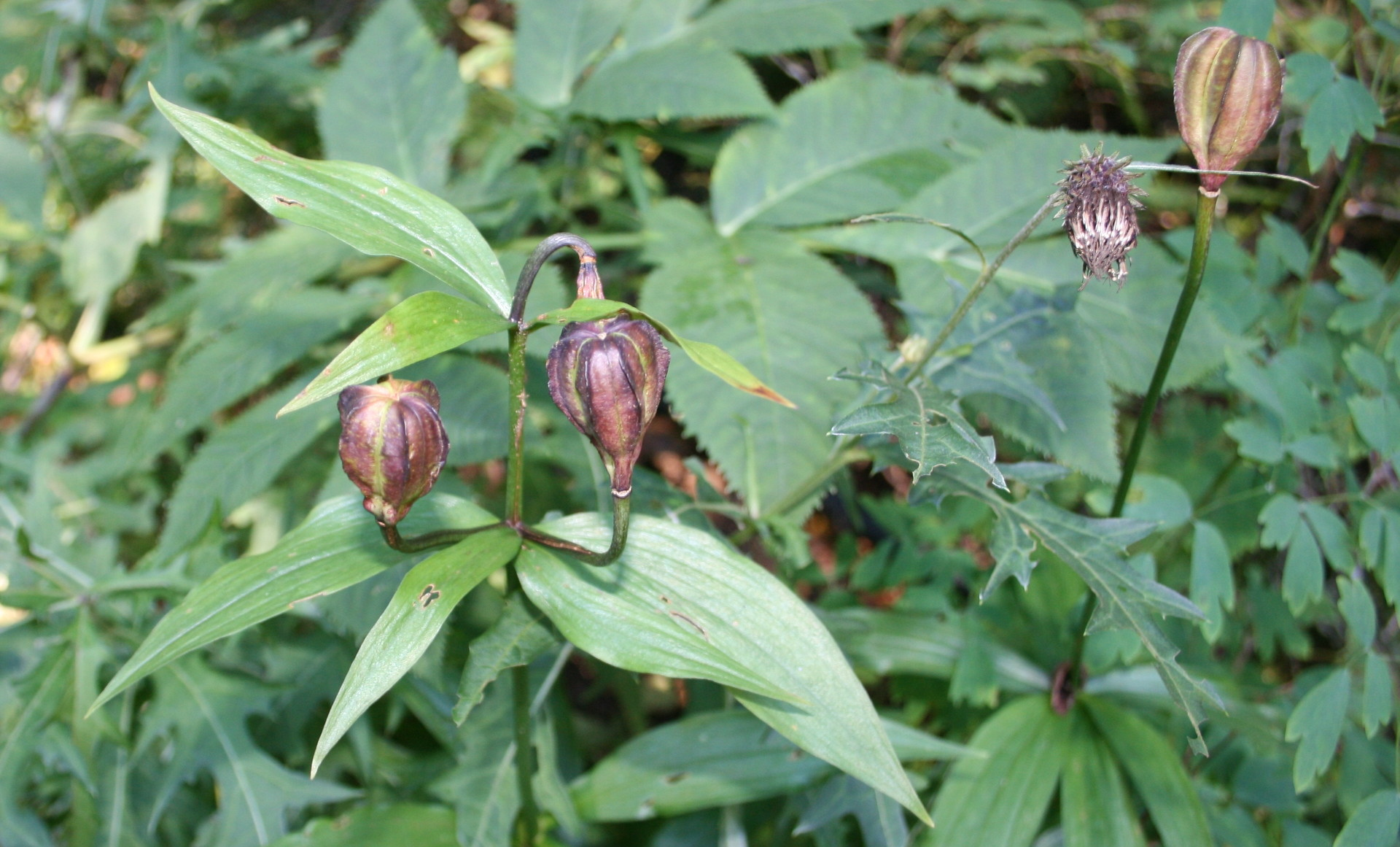
クルマユリの果実
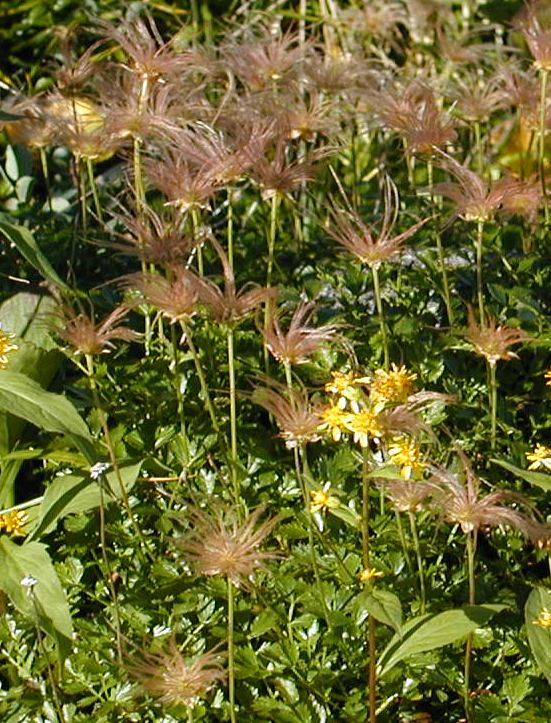
チングルマの実
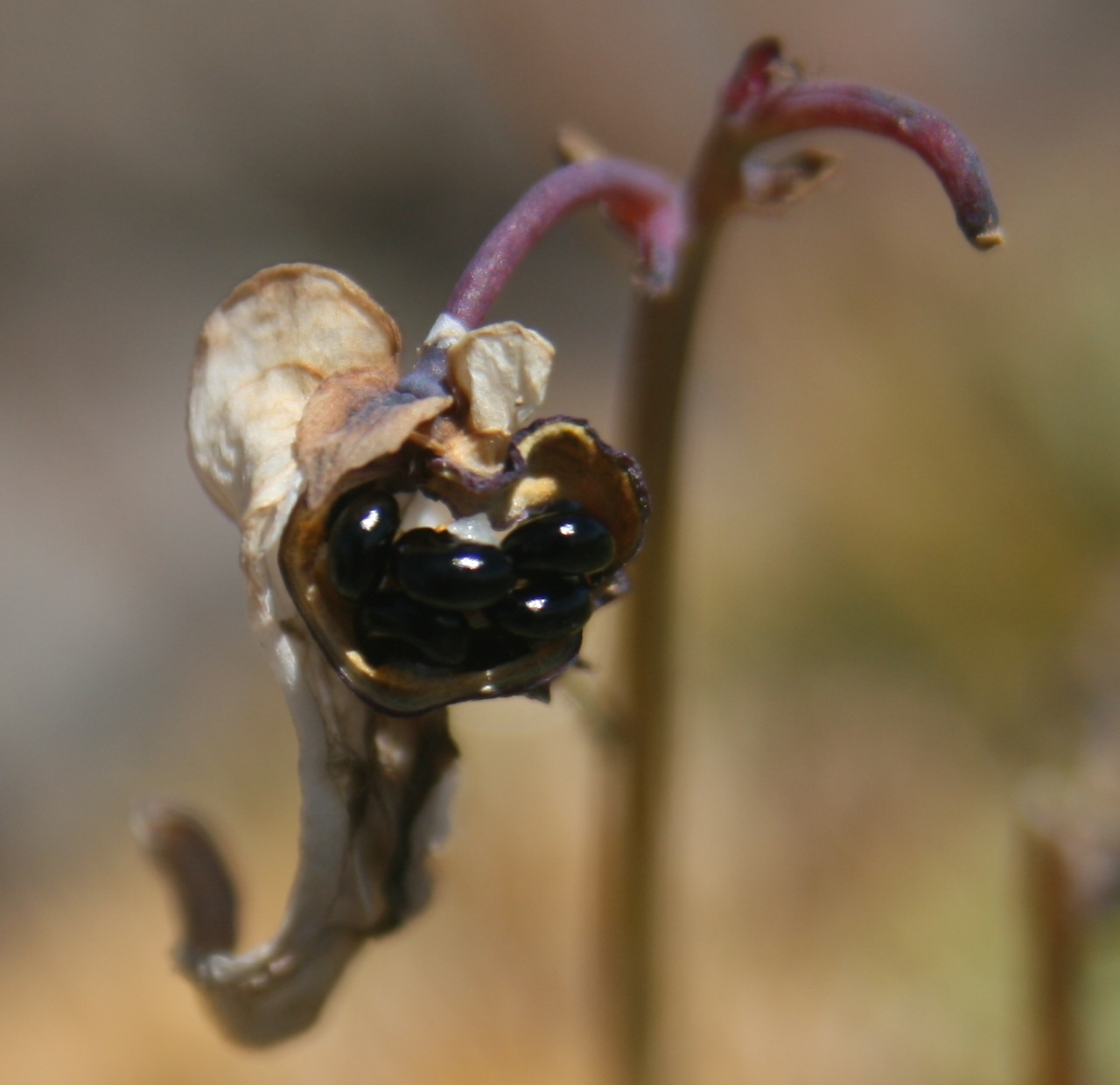
コマクサの種子

白花

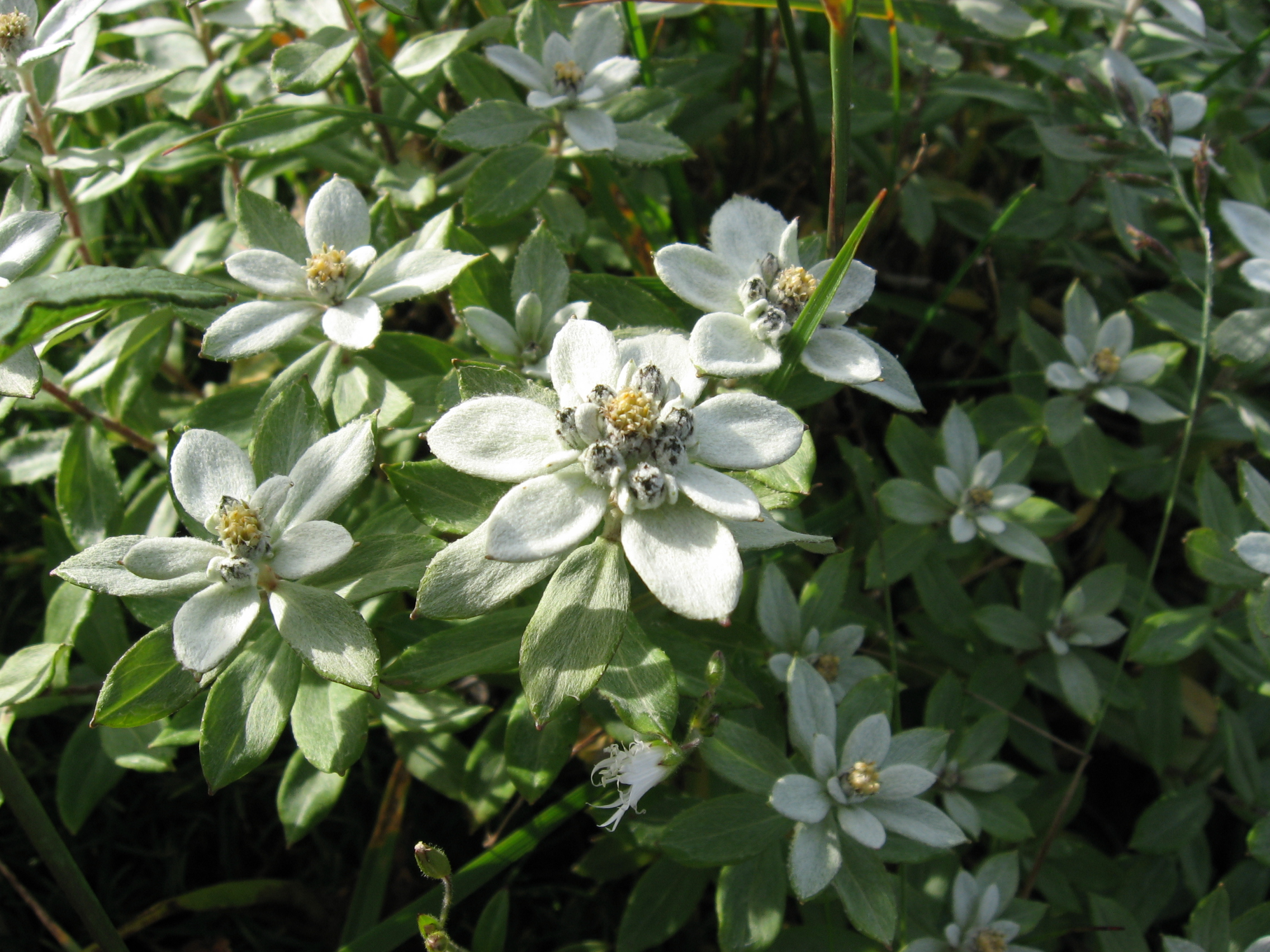
ミネウスユキソウ
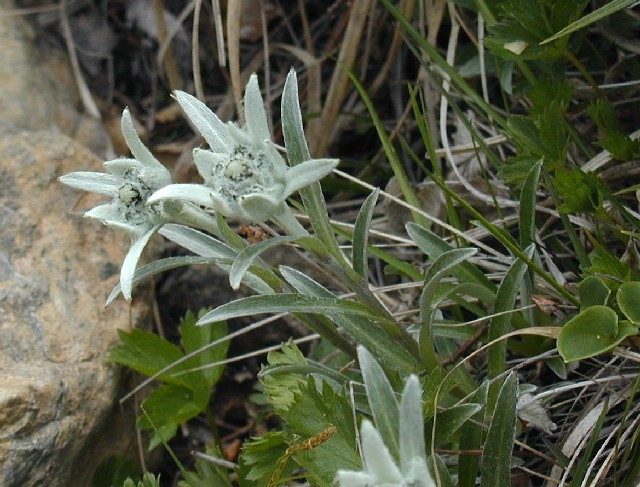
ハヤチネウスユキソウ
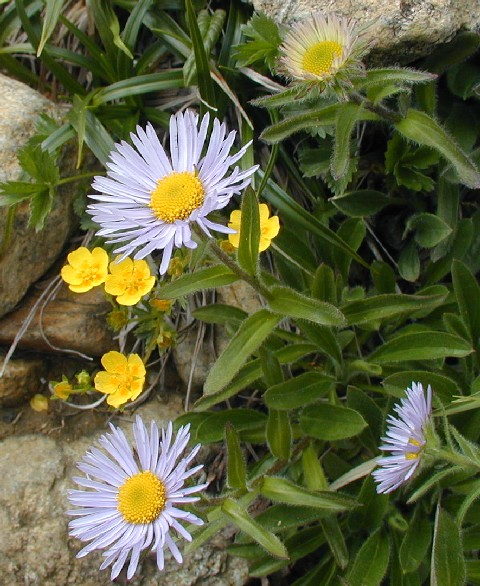
ミヤマアズマギク
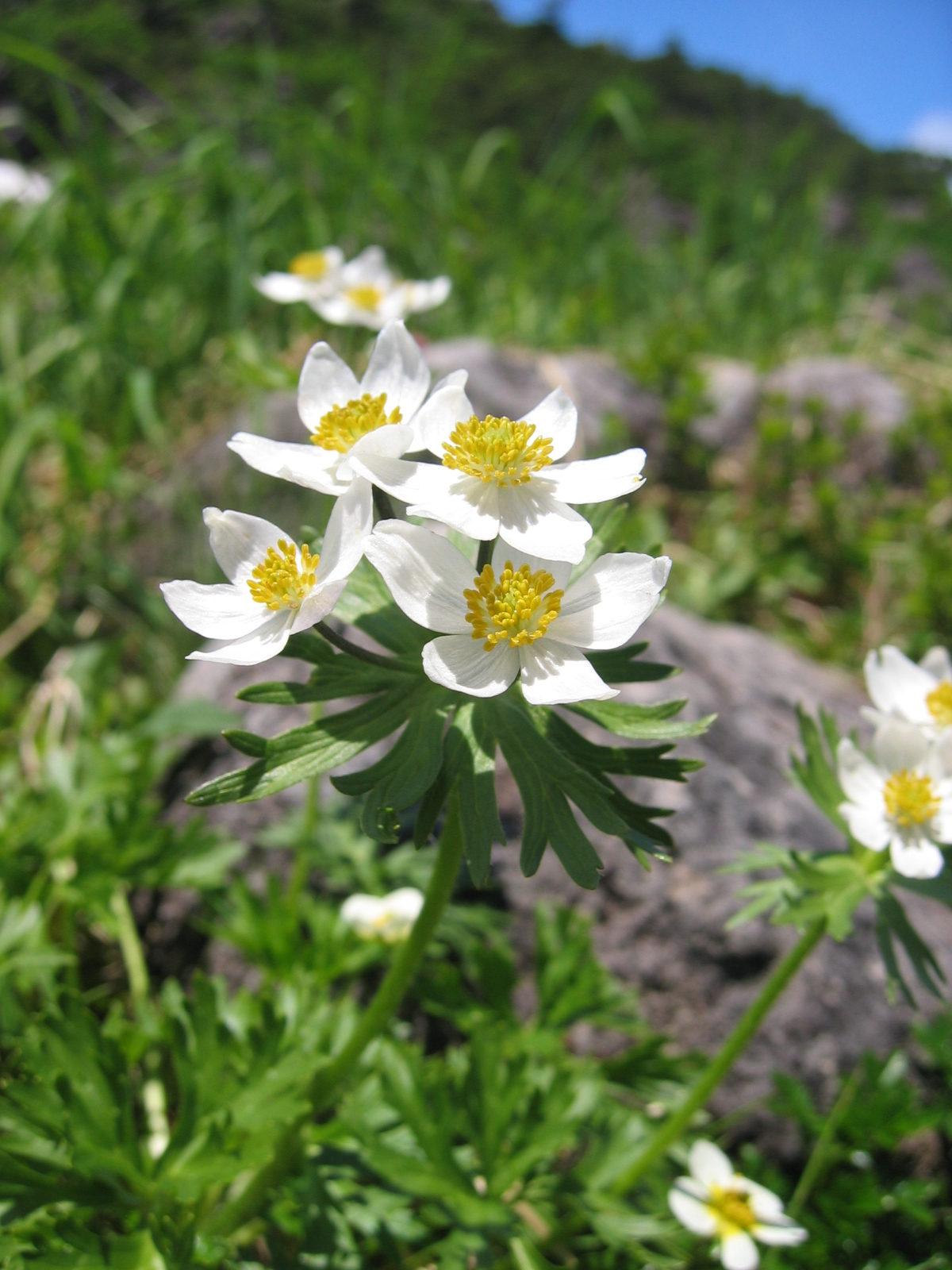
ハクサンイチゲ
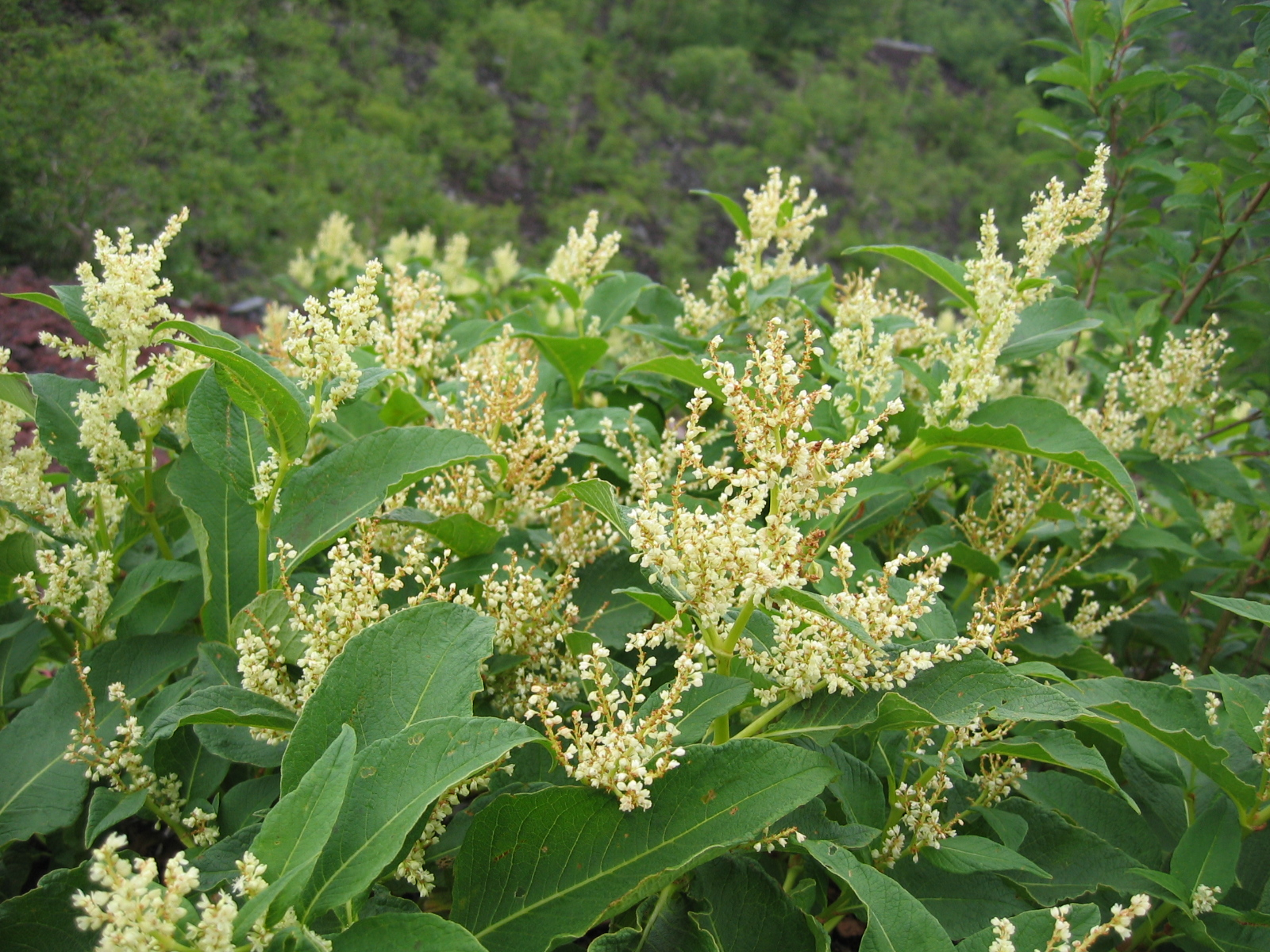
オンタデ
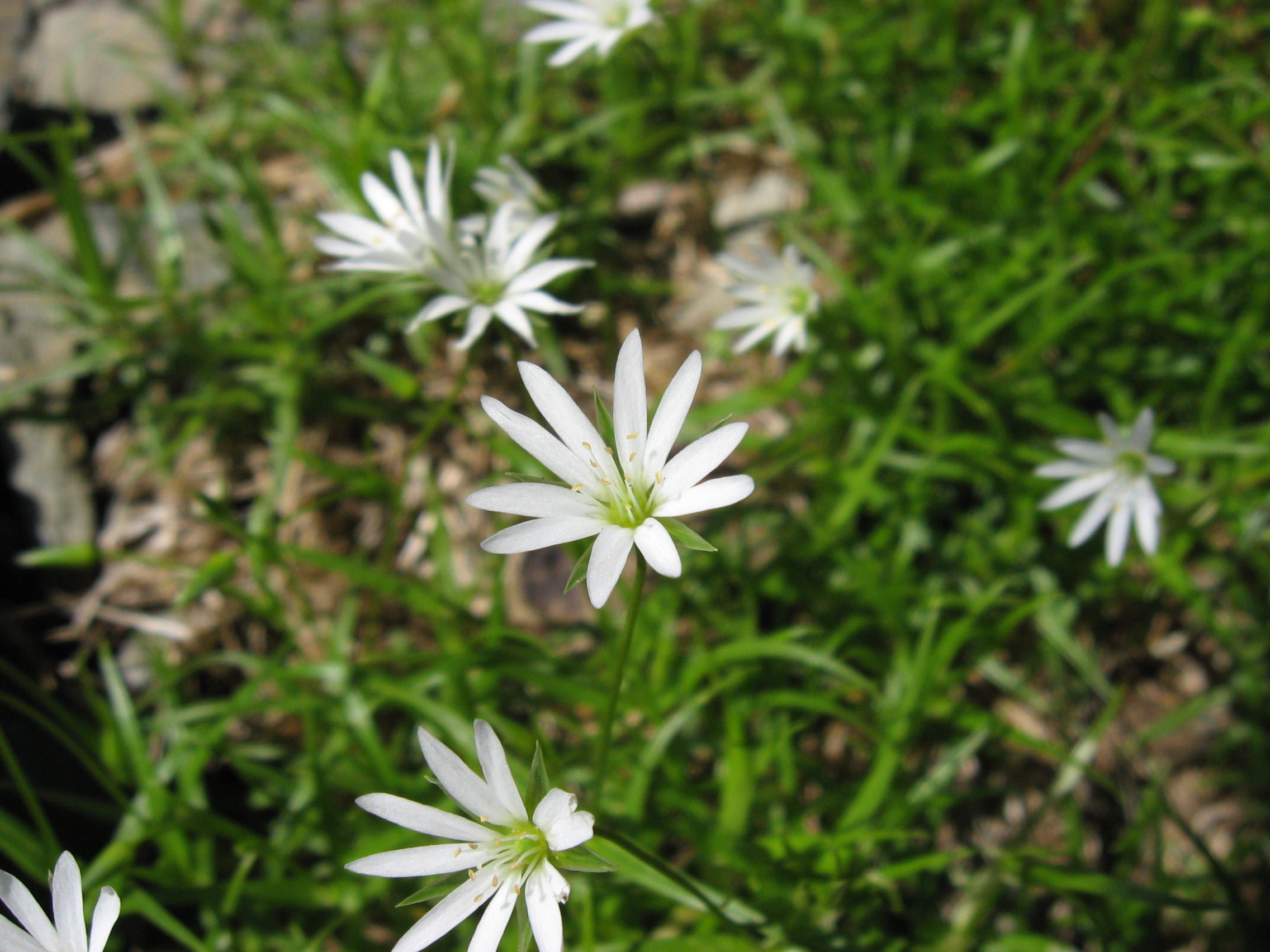
イワツメクサ
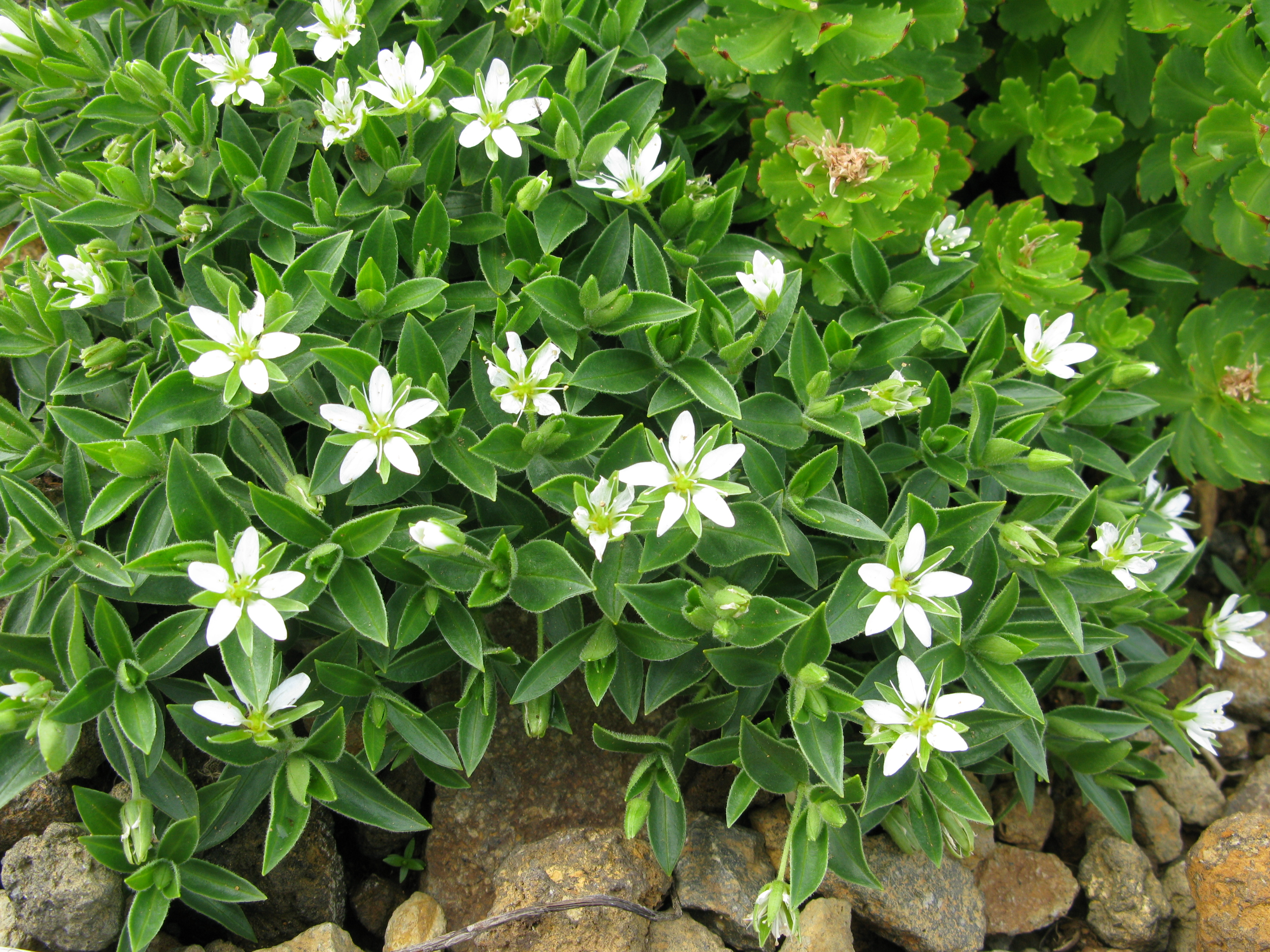
チョウカイフスマ
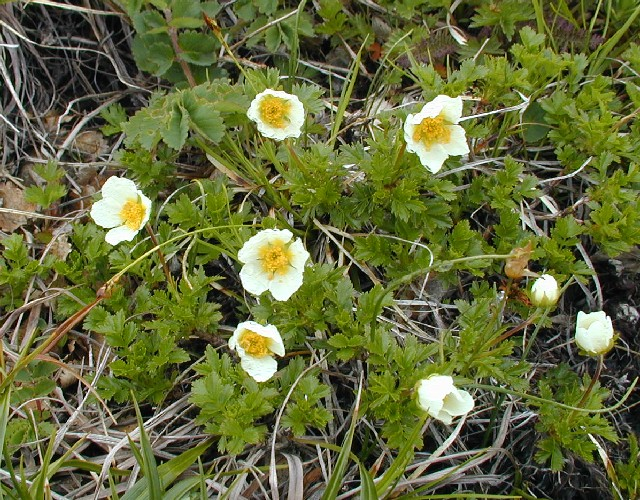
チングルマ
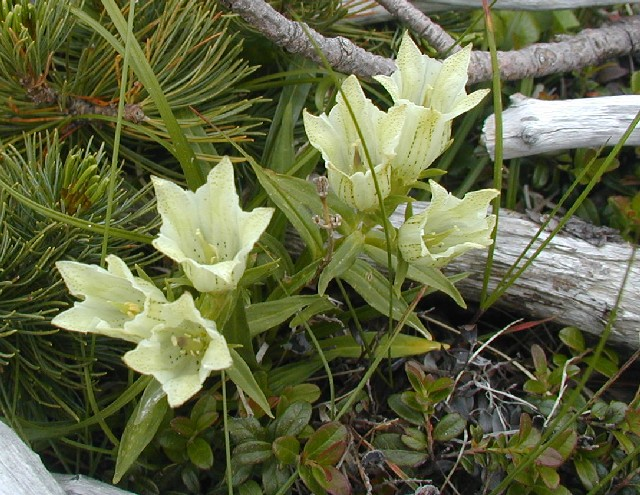
トウヤクリンドウ
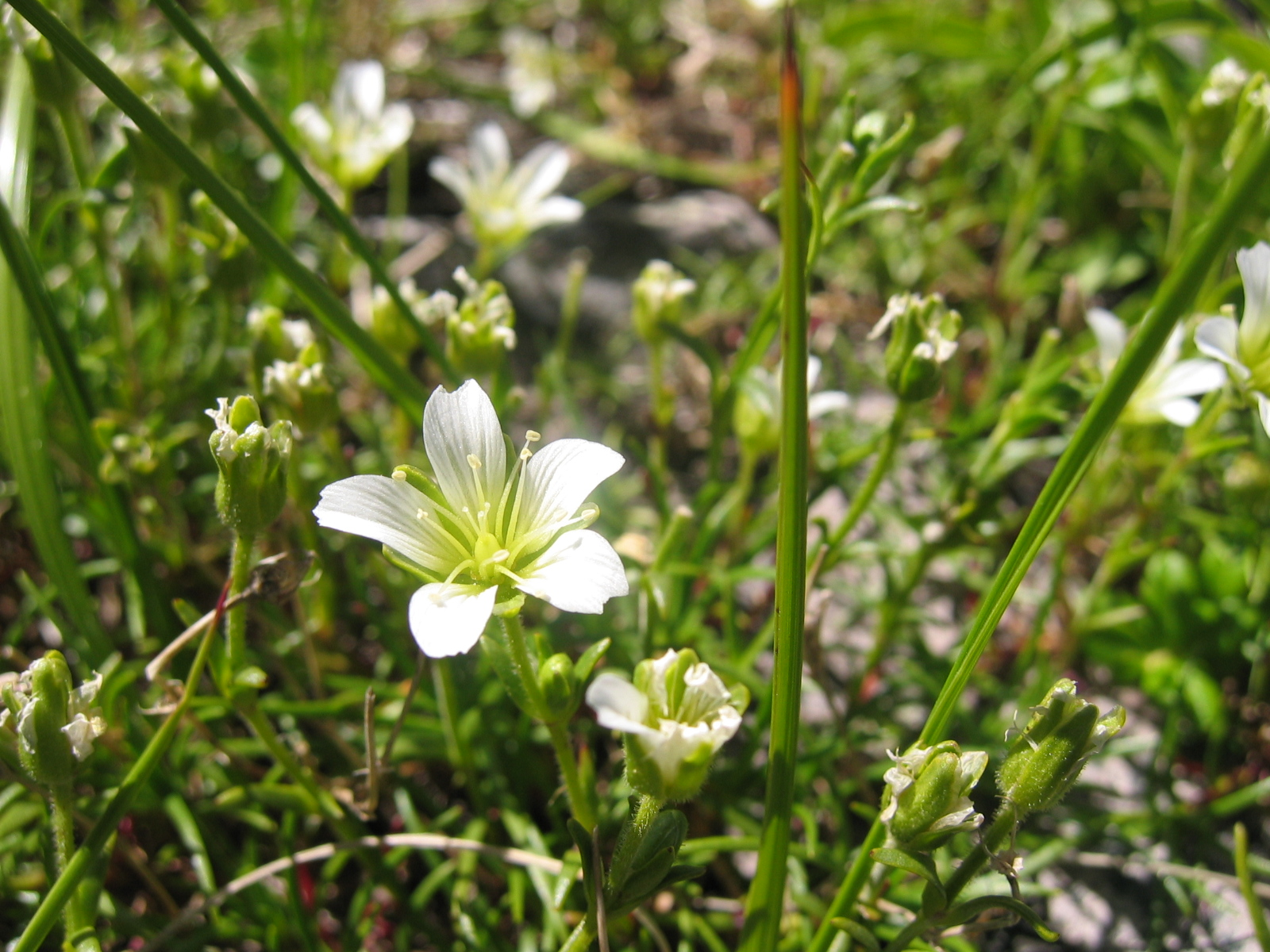
タカネツメクサ
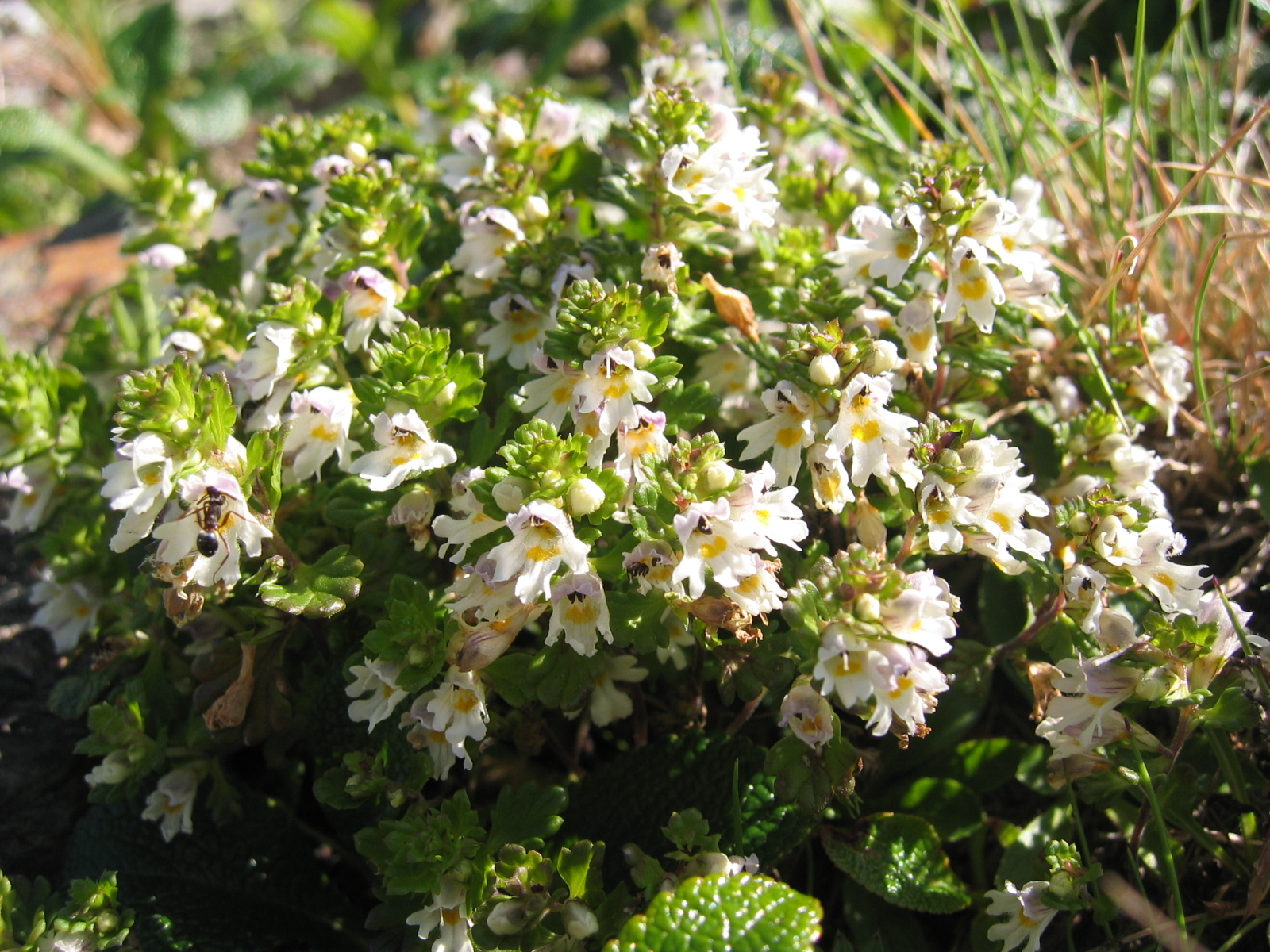
ミヤマコゴメグサ
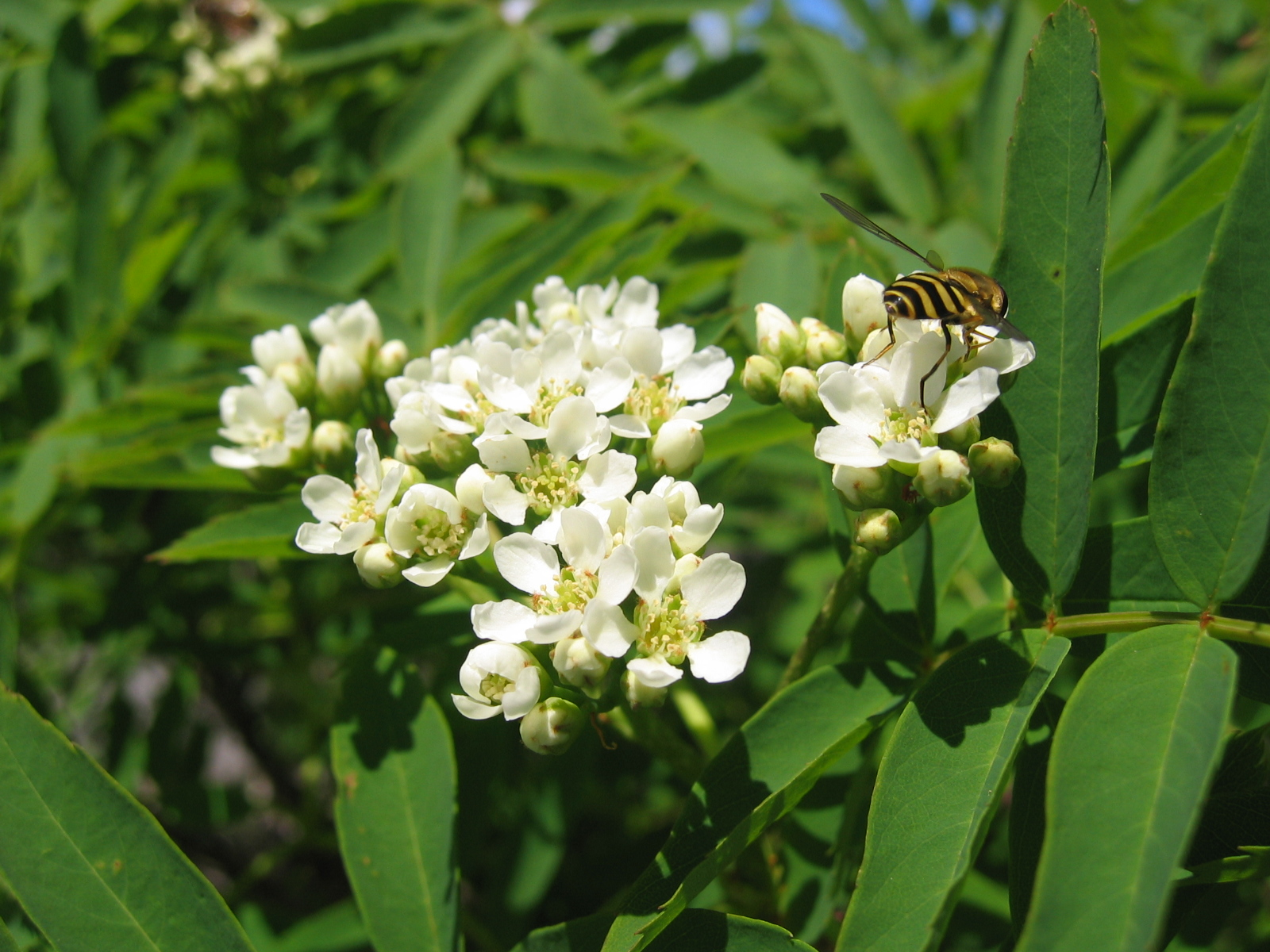
ウラジロナナカマド
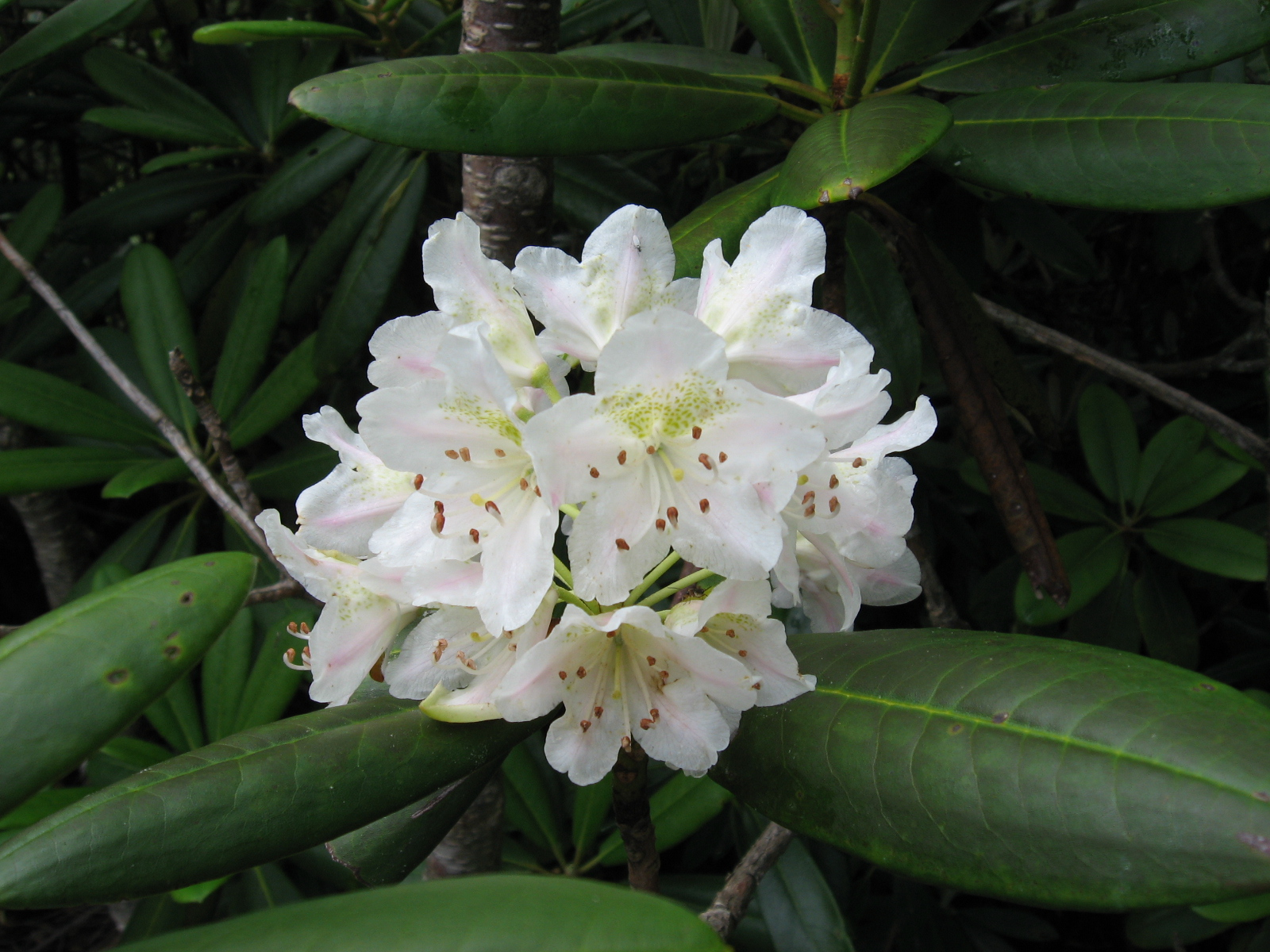
ハクサンシャクナゲ
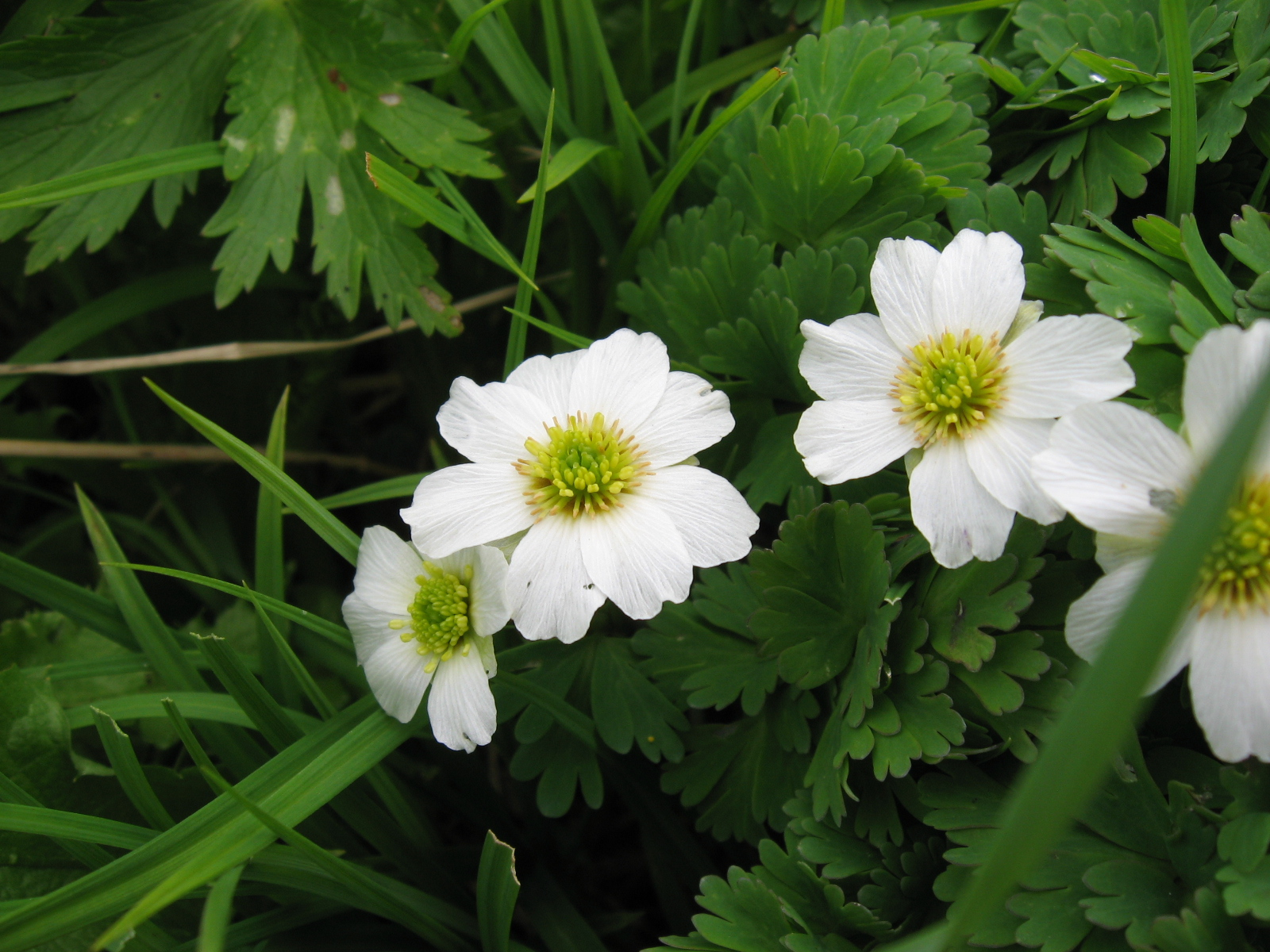
キタダケソウ

黄花

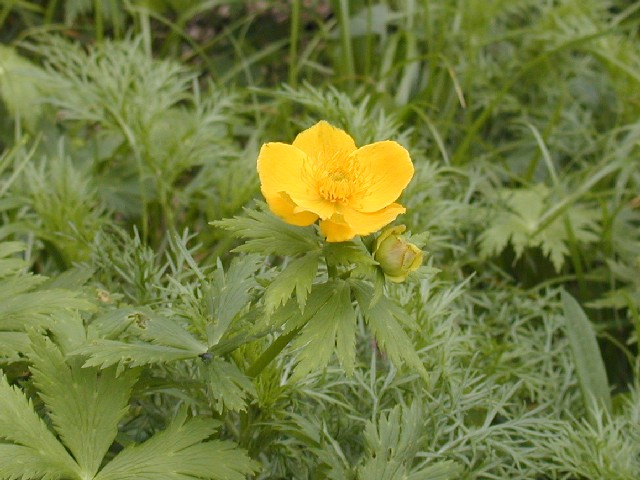
シナノキンバイ
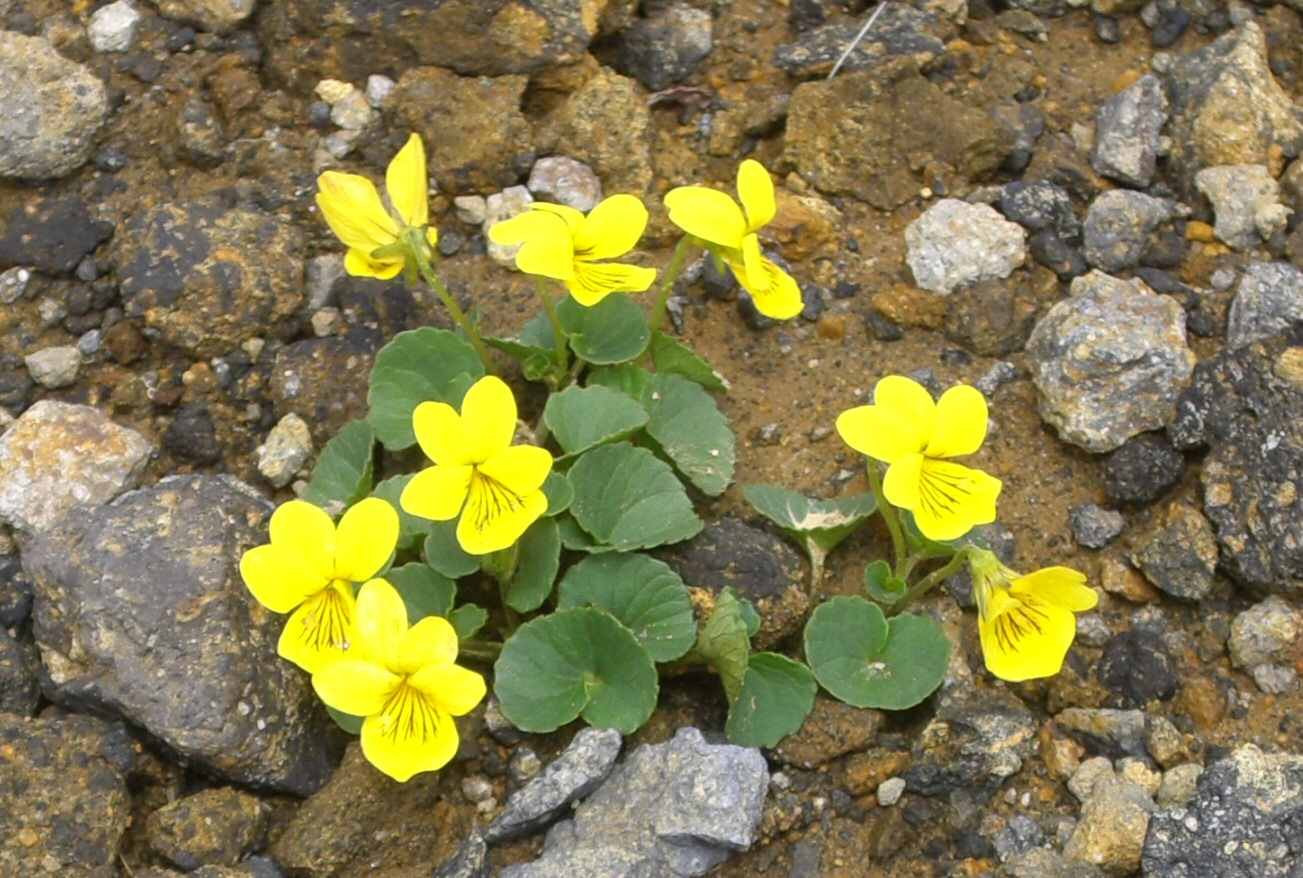
タカネスミレ
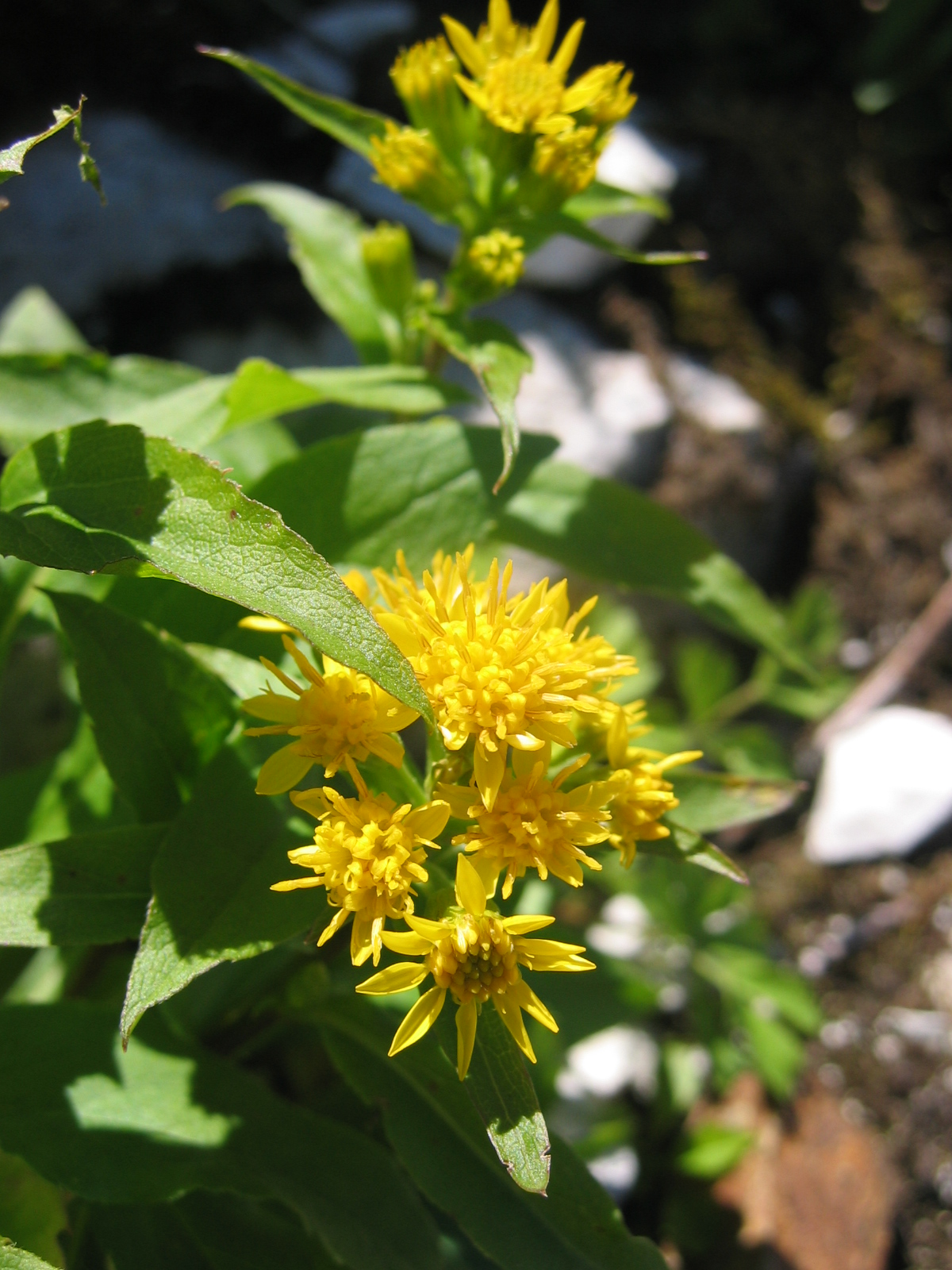
ミヤマアキノキリンソウ
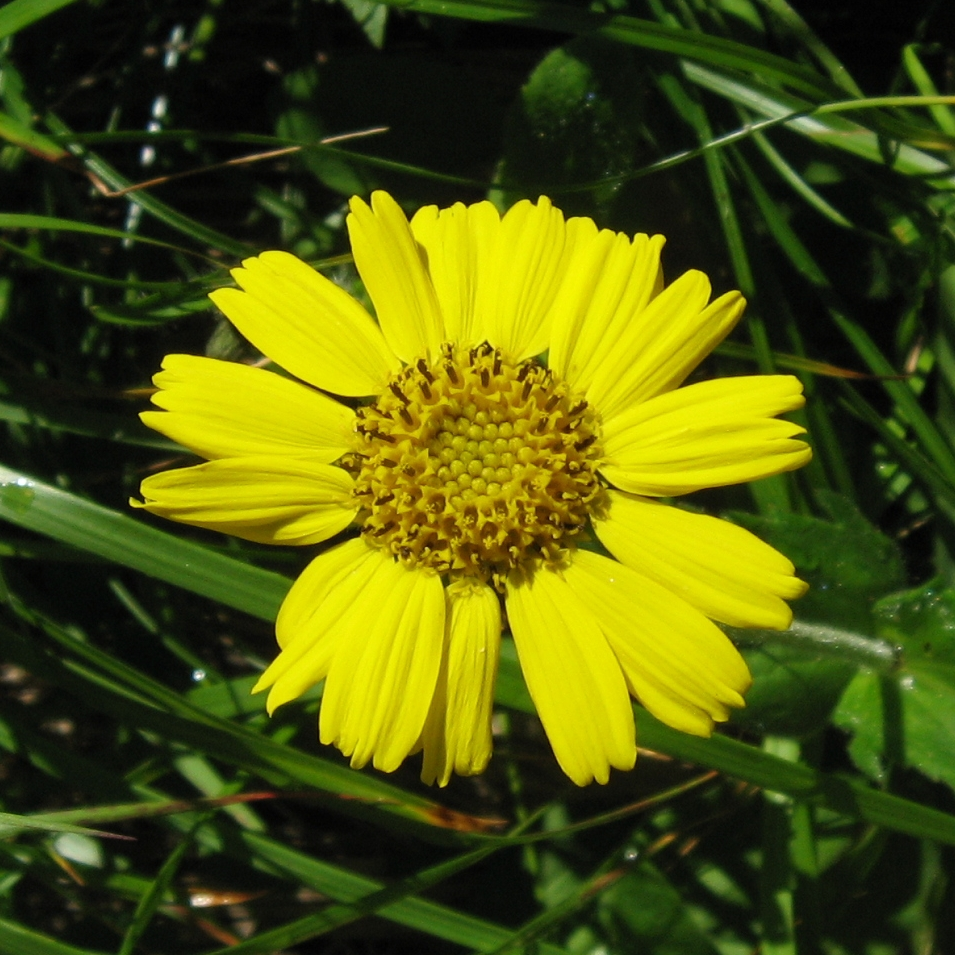
ウサギギク
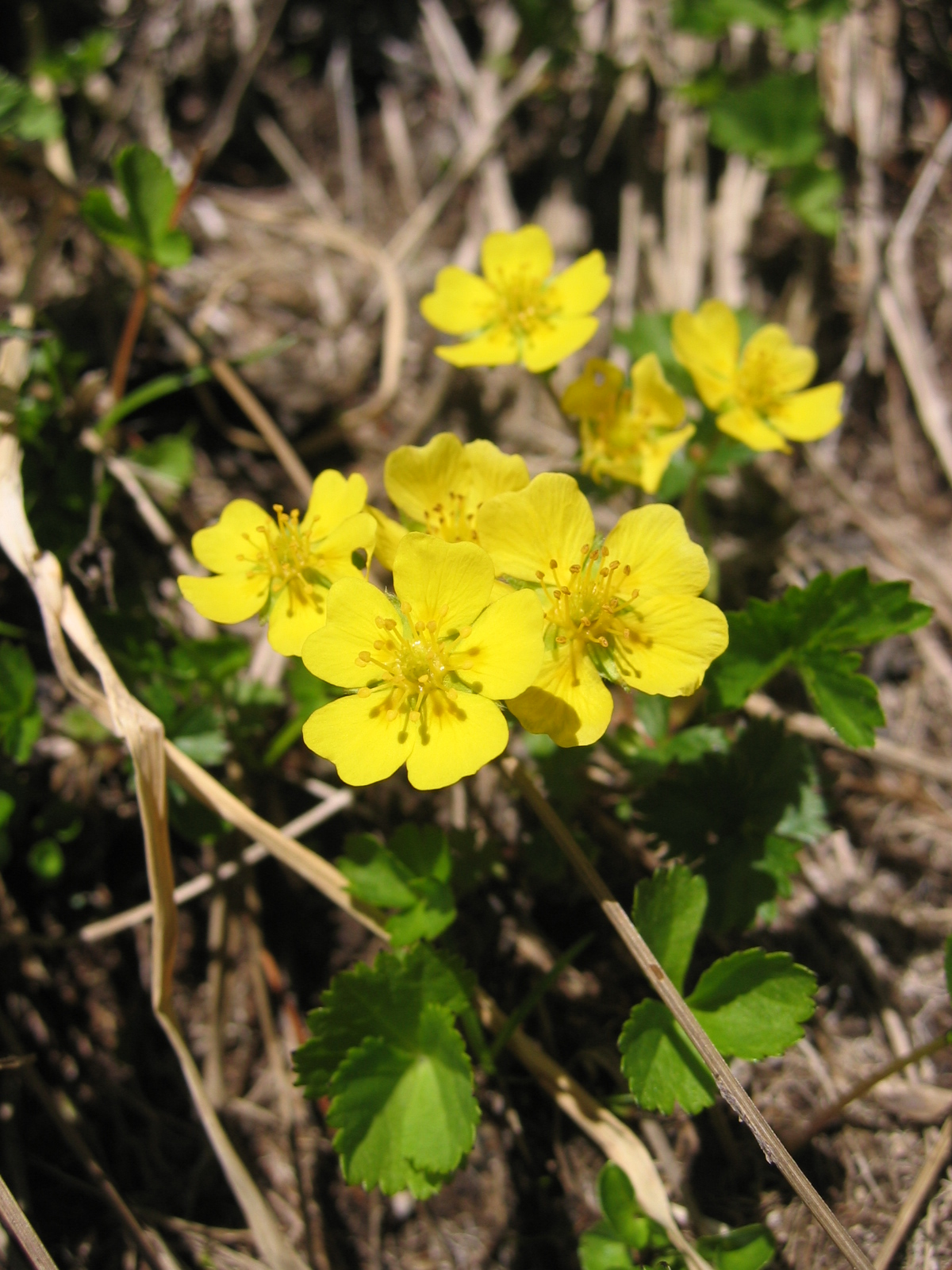
ミヤマキンバイ
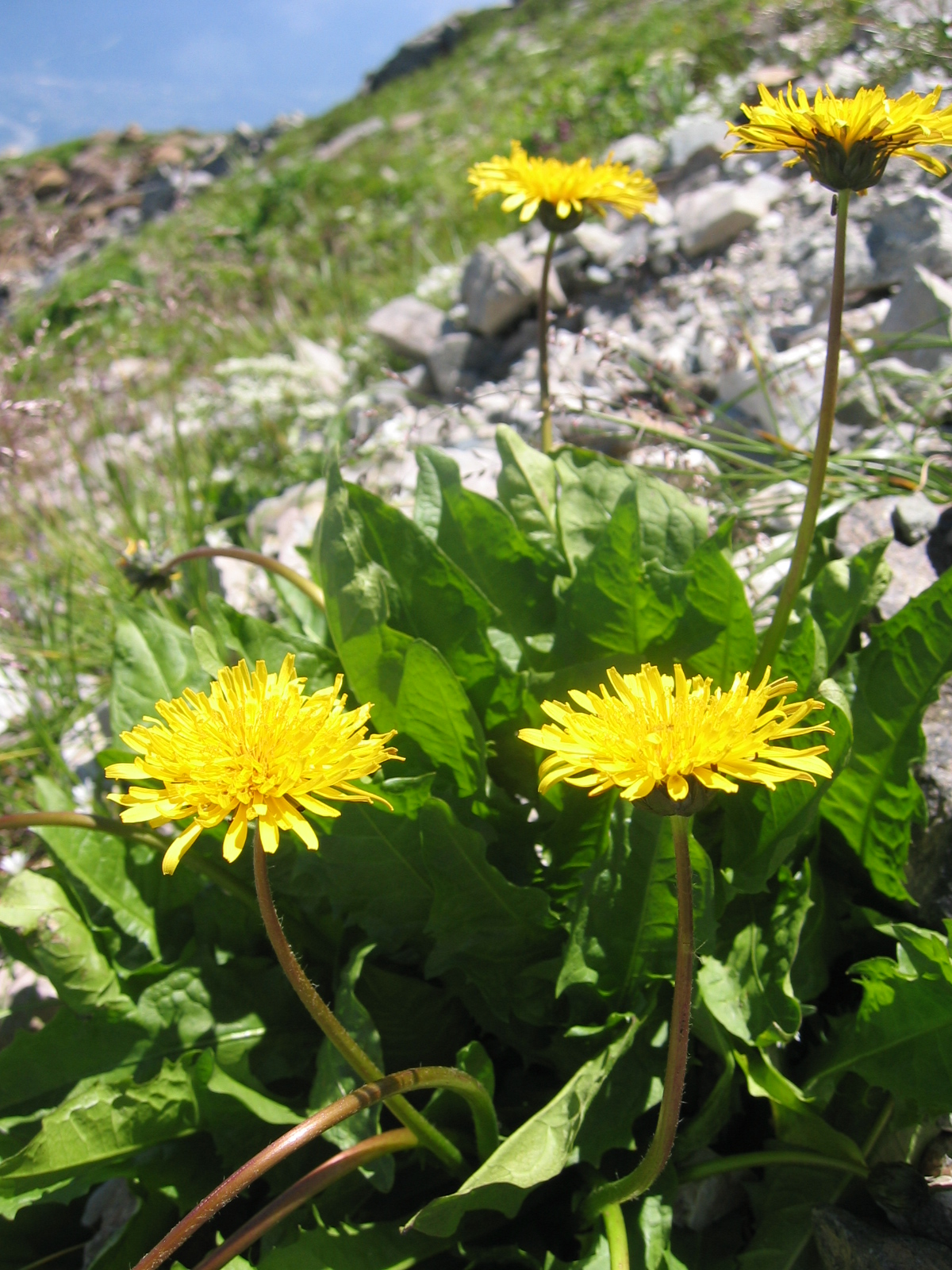
シロウマタンポポ
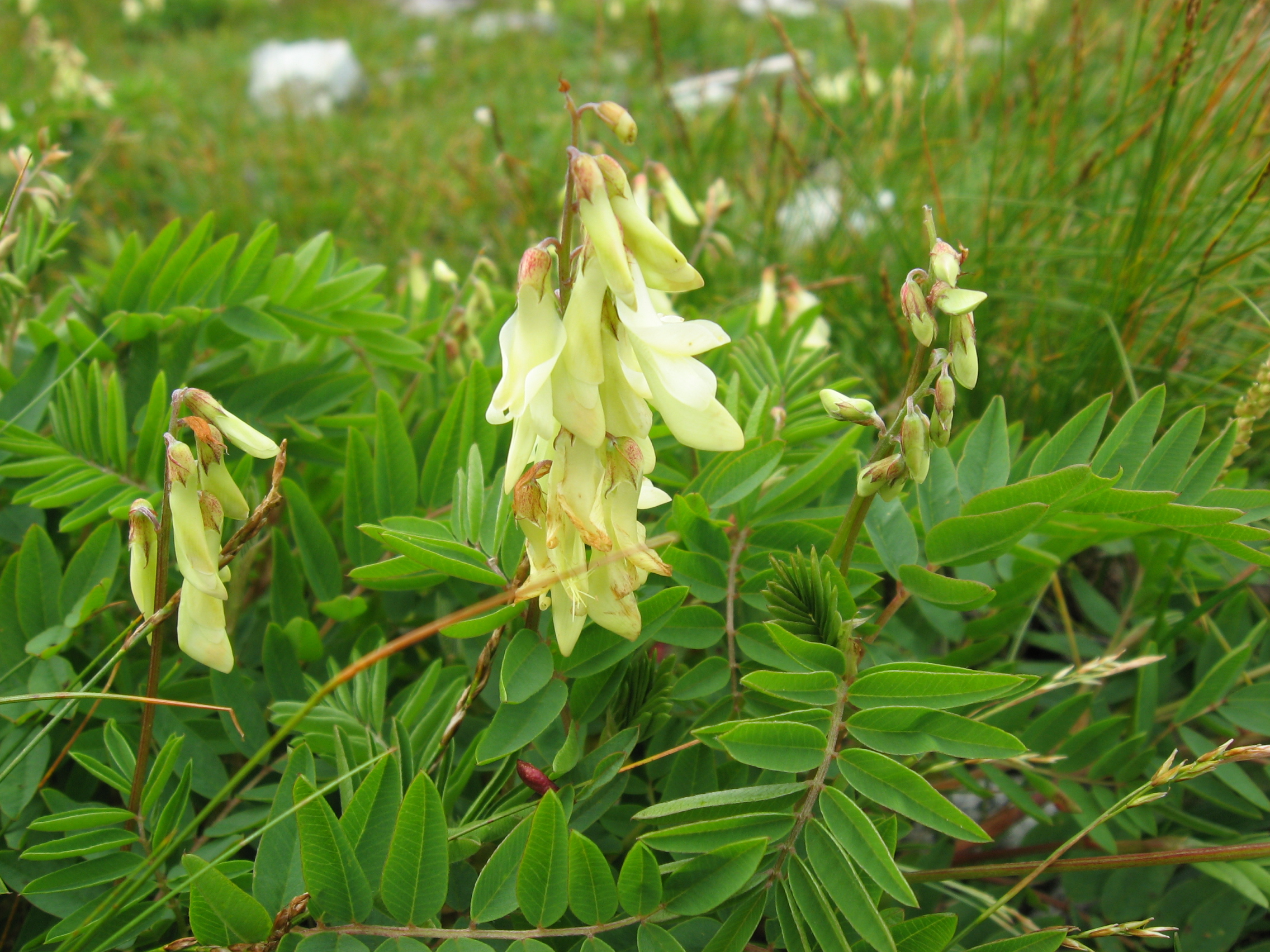
イワオウギ
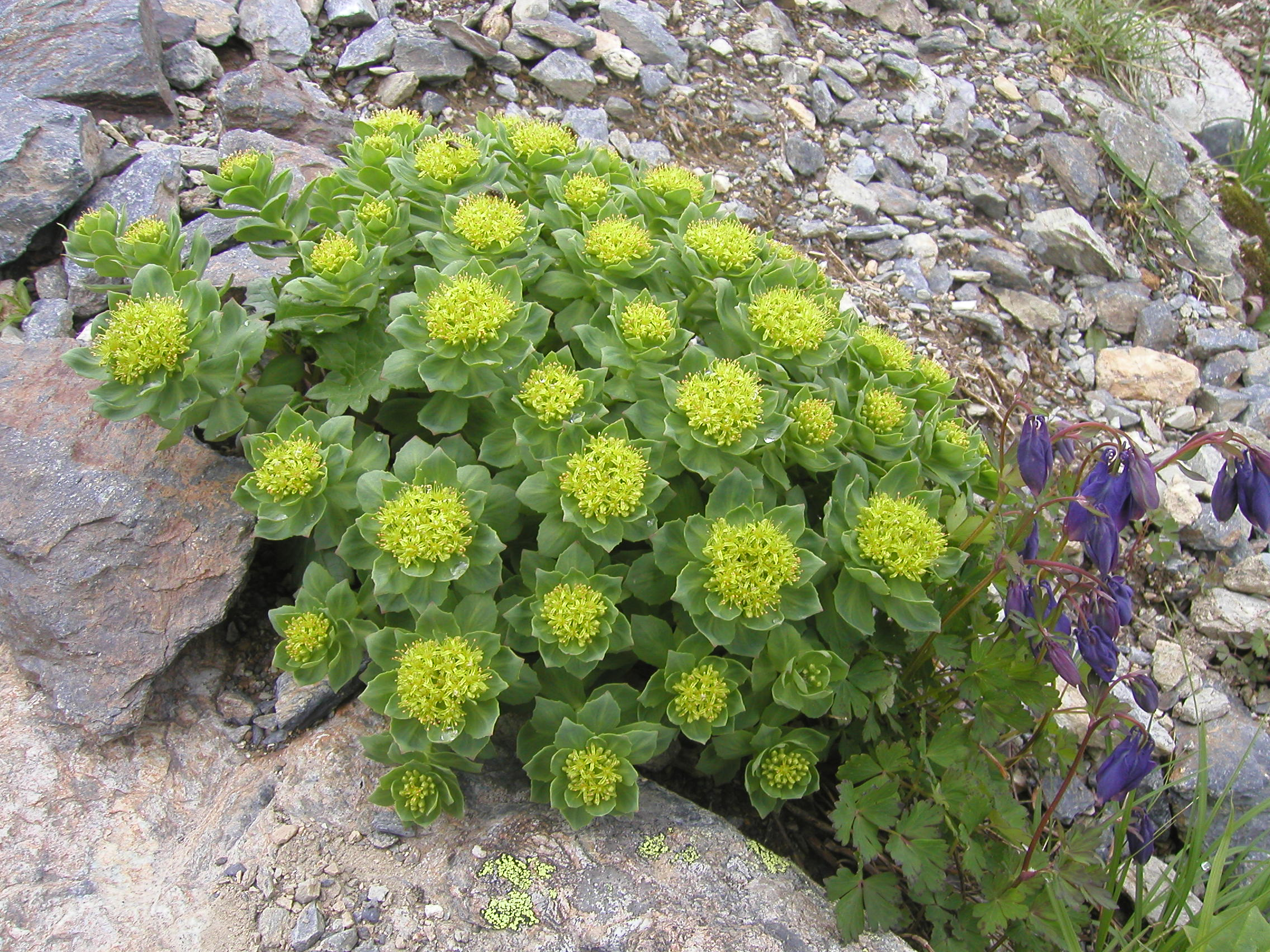
イワベンケイ

青、紫、桃色

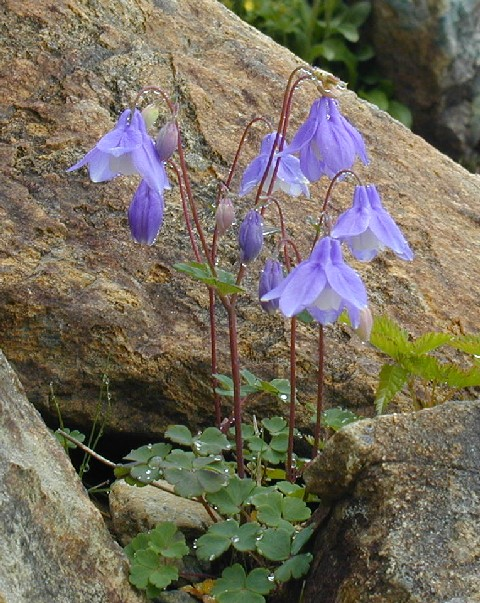
ミヤマオダマキ
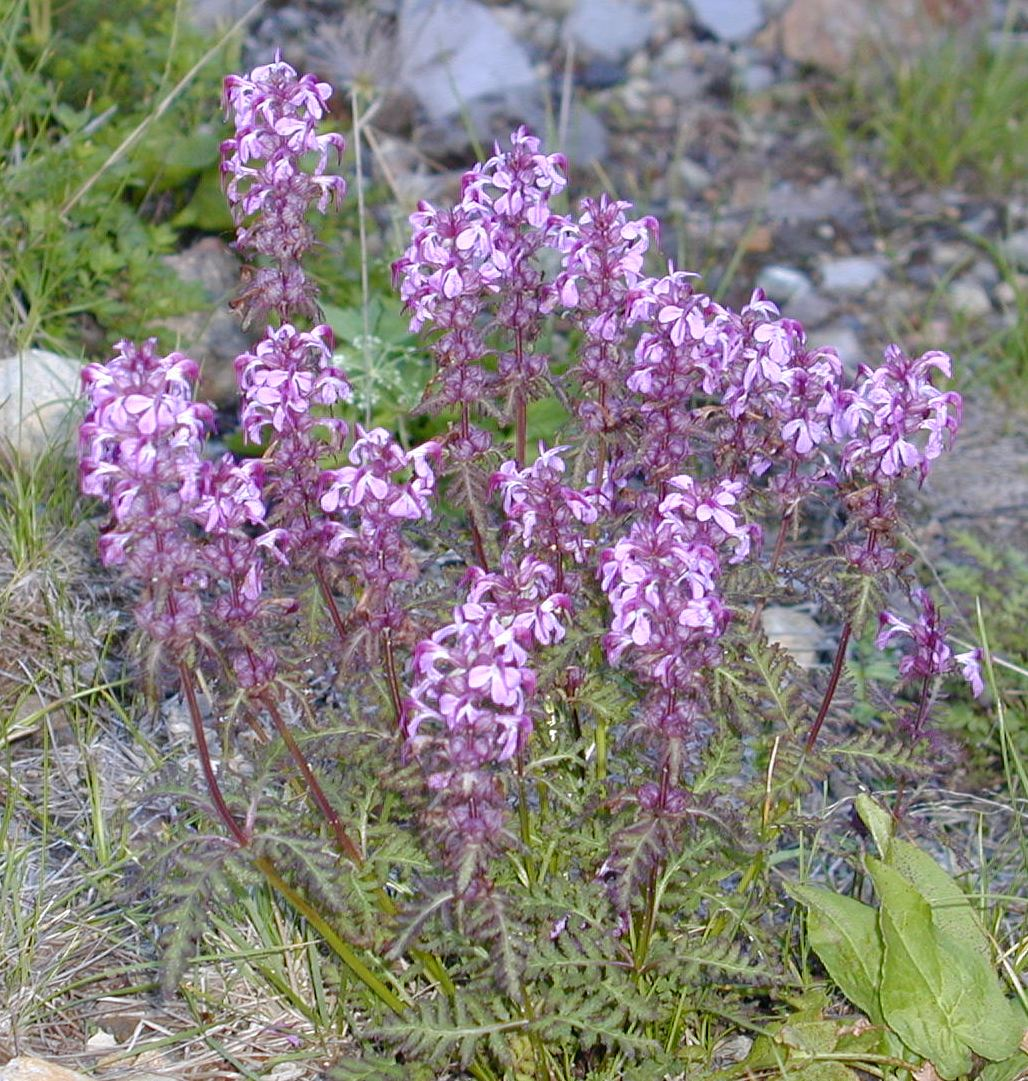
ヨツバシオガマ
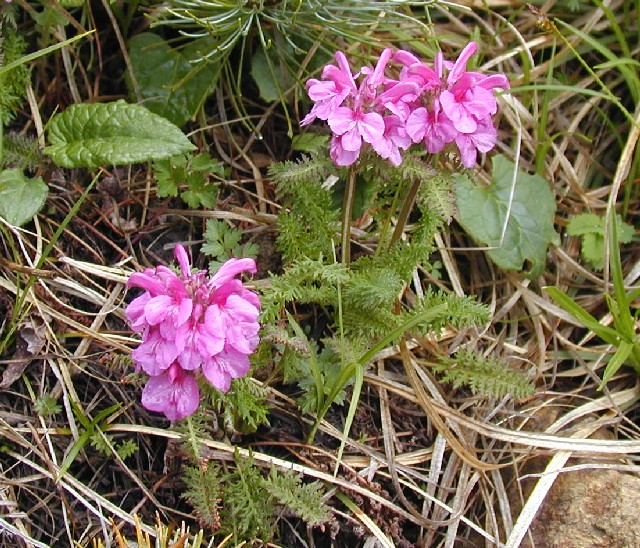
ミヤマシオガマ
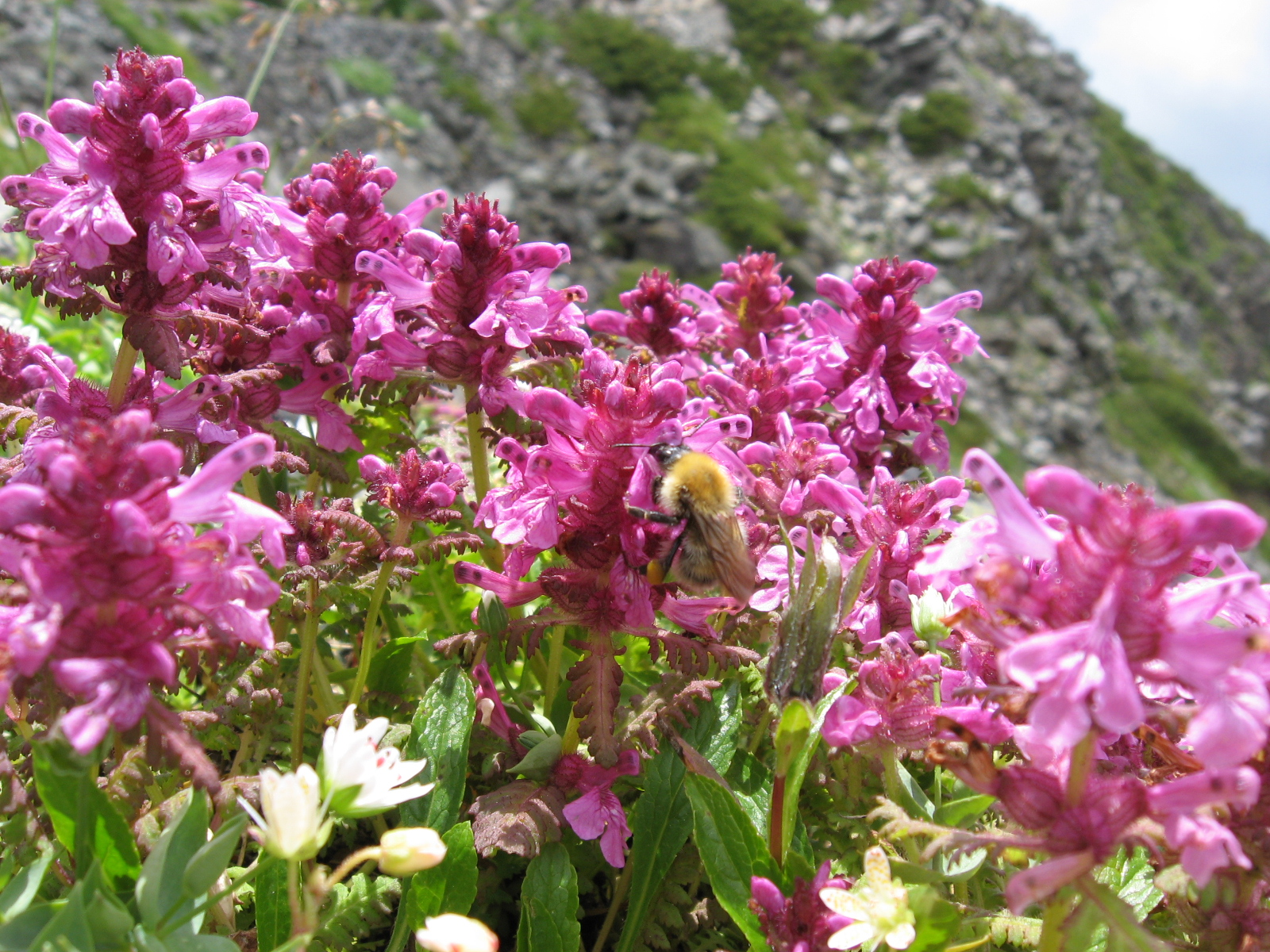
タカネシオガマ
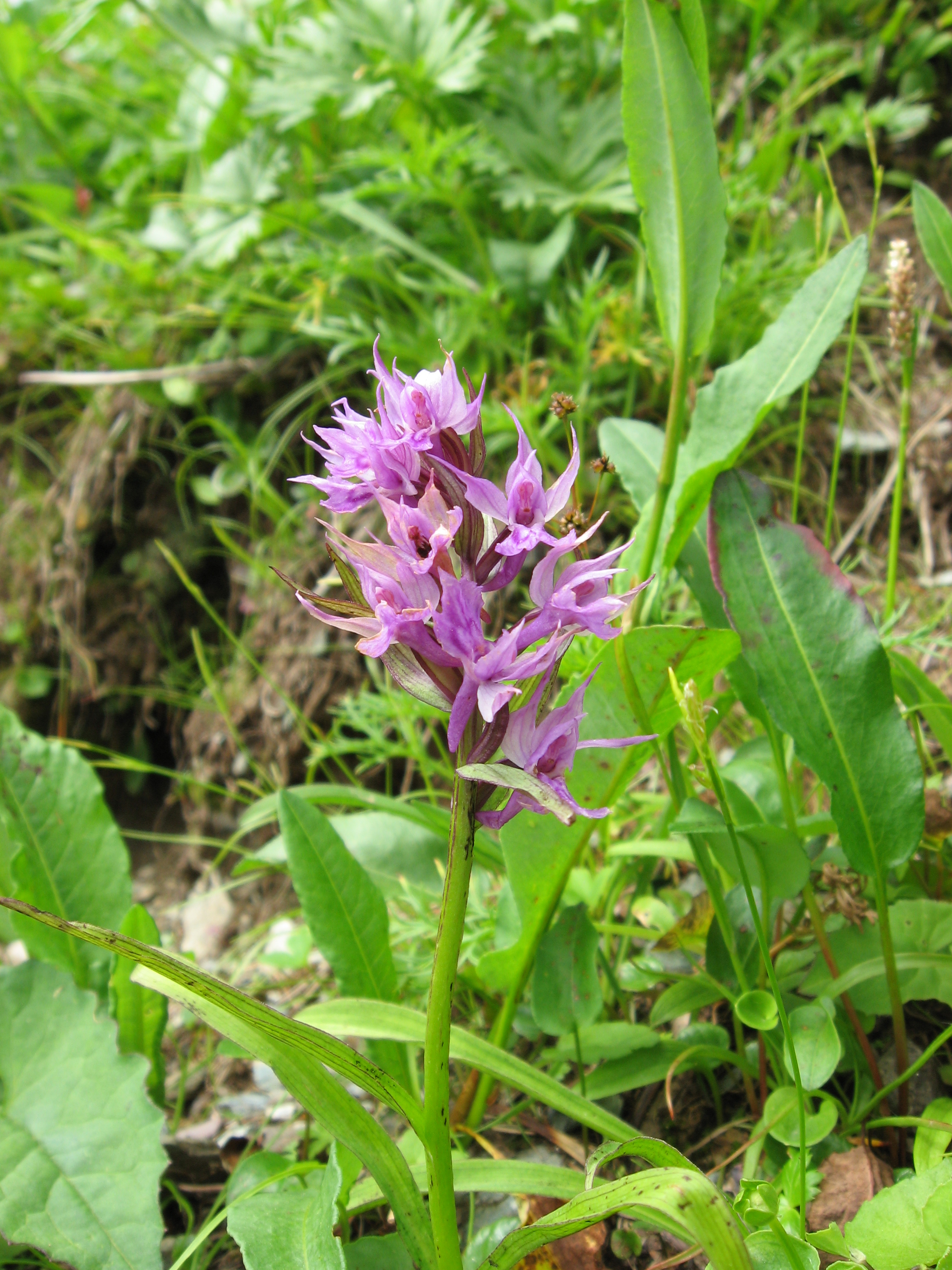
ハクサンチドリ
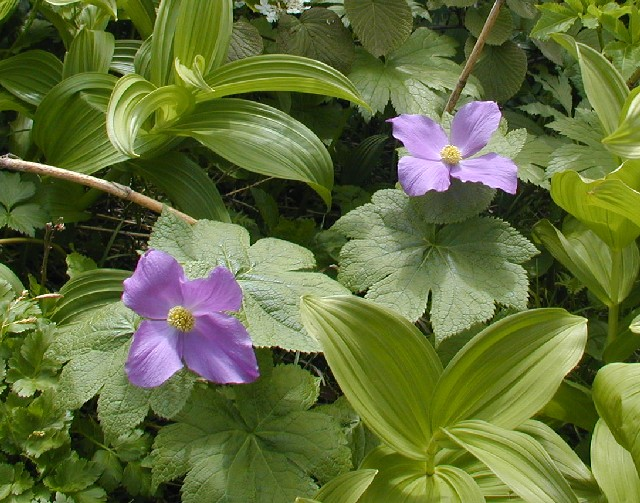
シラネアオイ
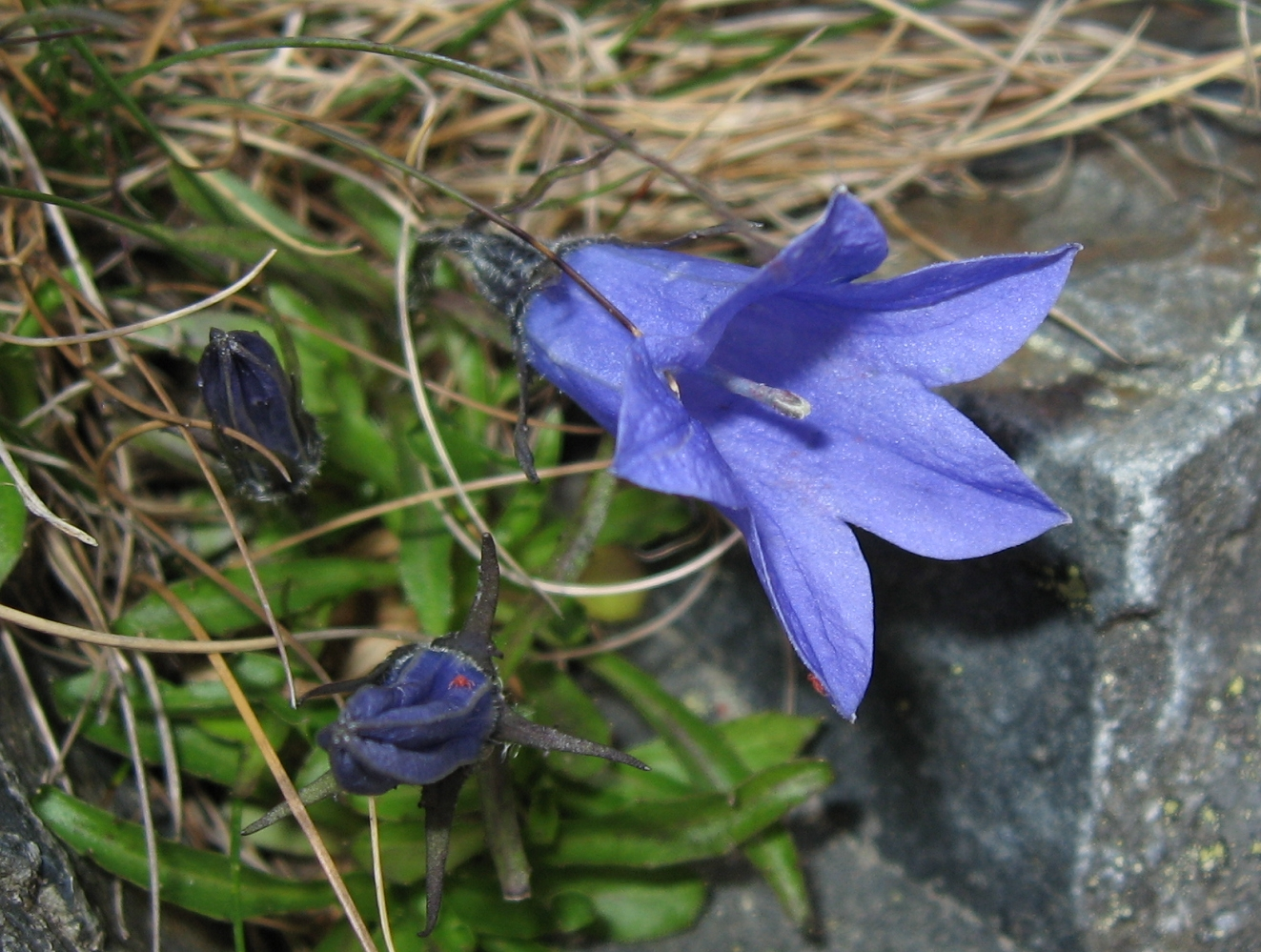
イワギキョウ
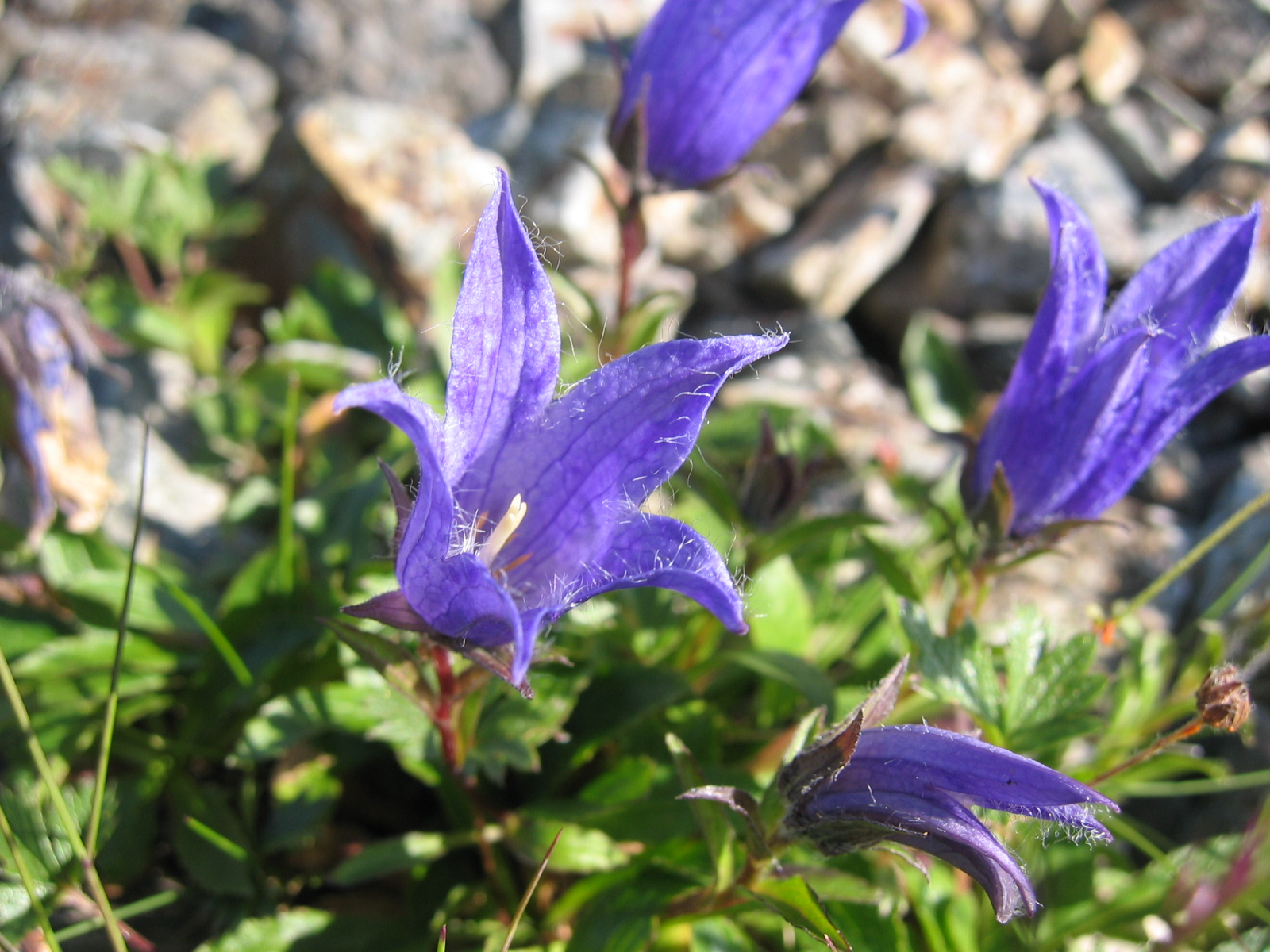
チシマギキョウ
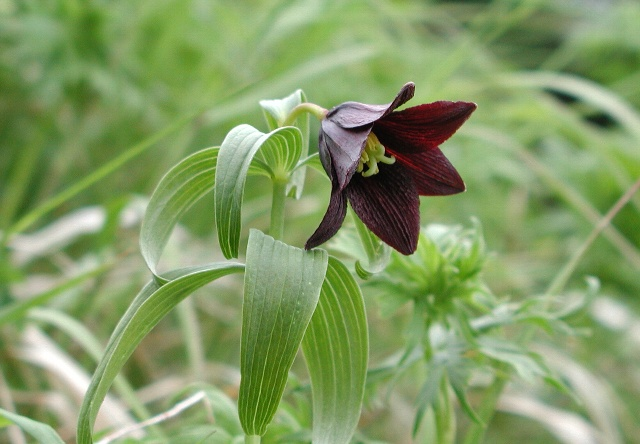
エゾクロユリ
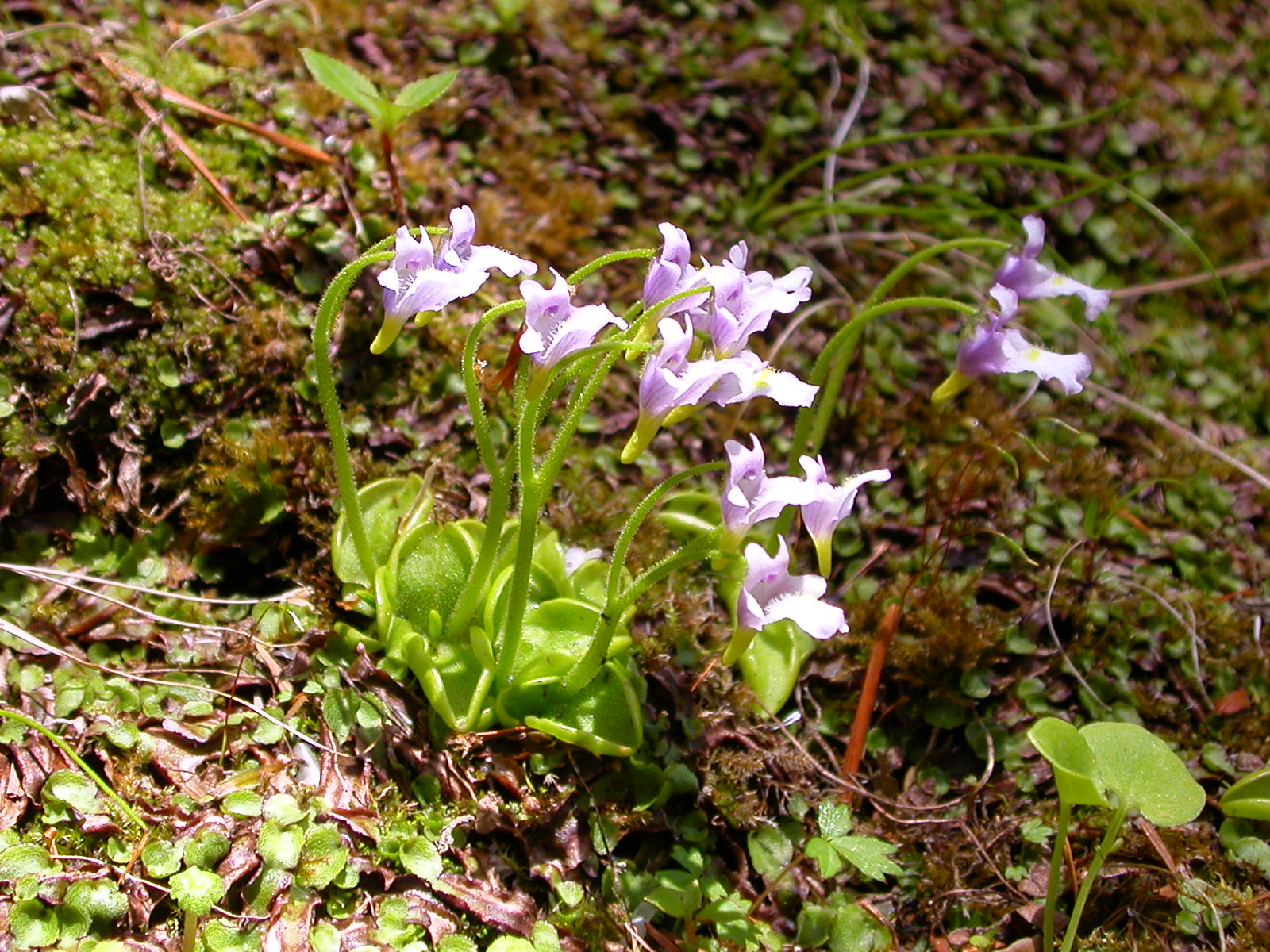
コウシンソウ
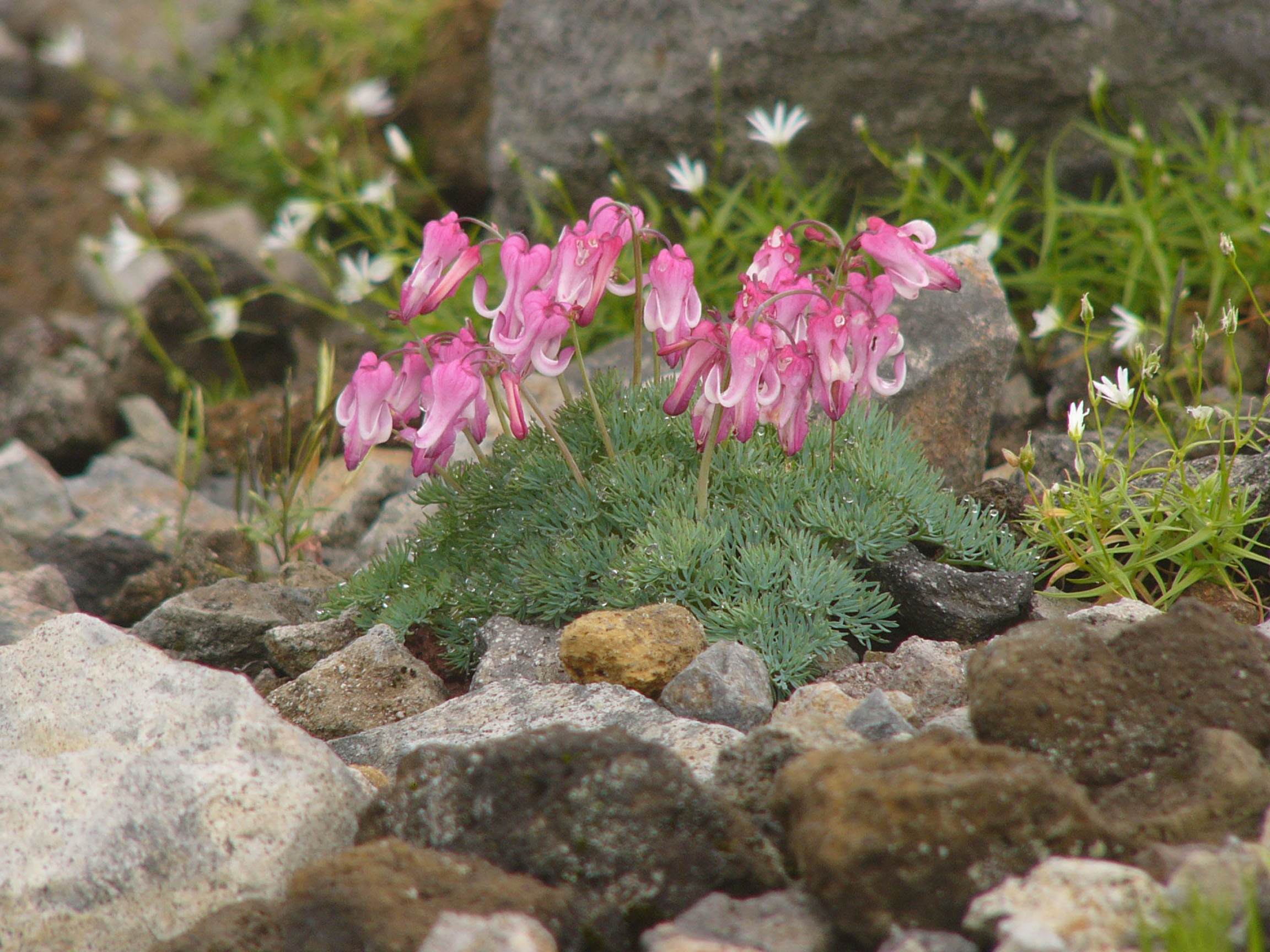
コマクサ
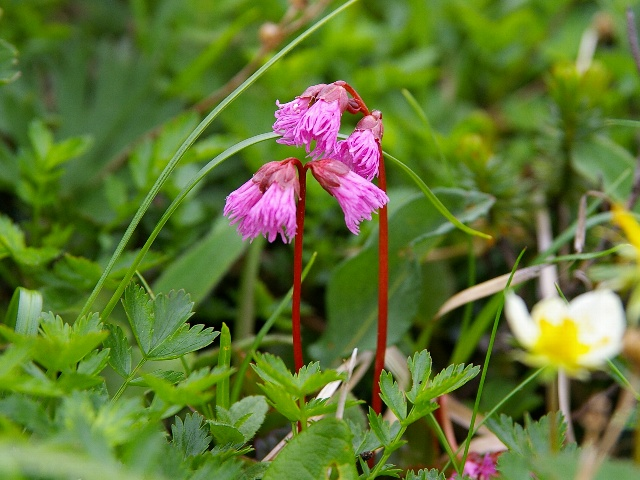
コイワカガミ
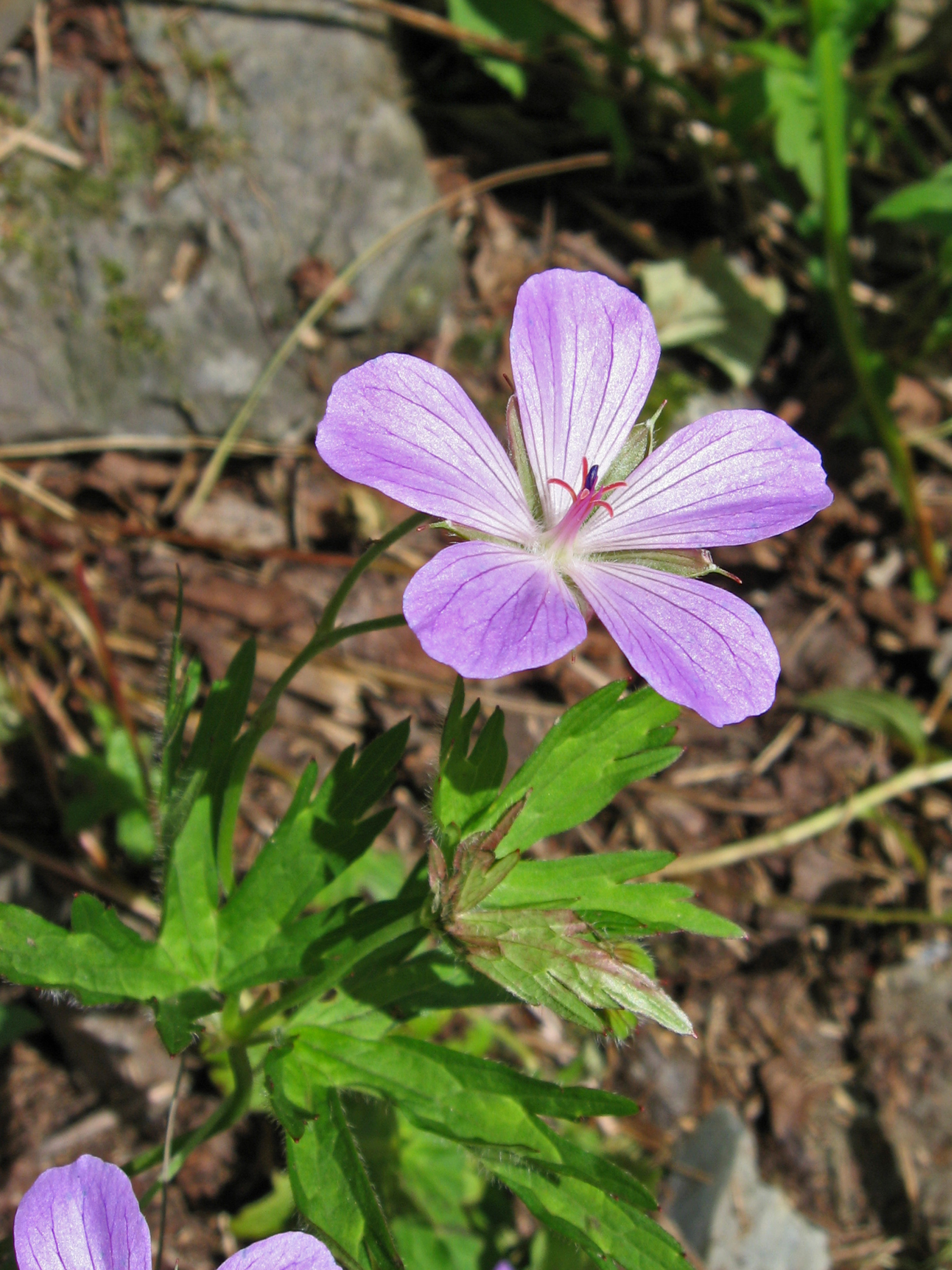
ハクサンフウロ
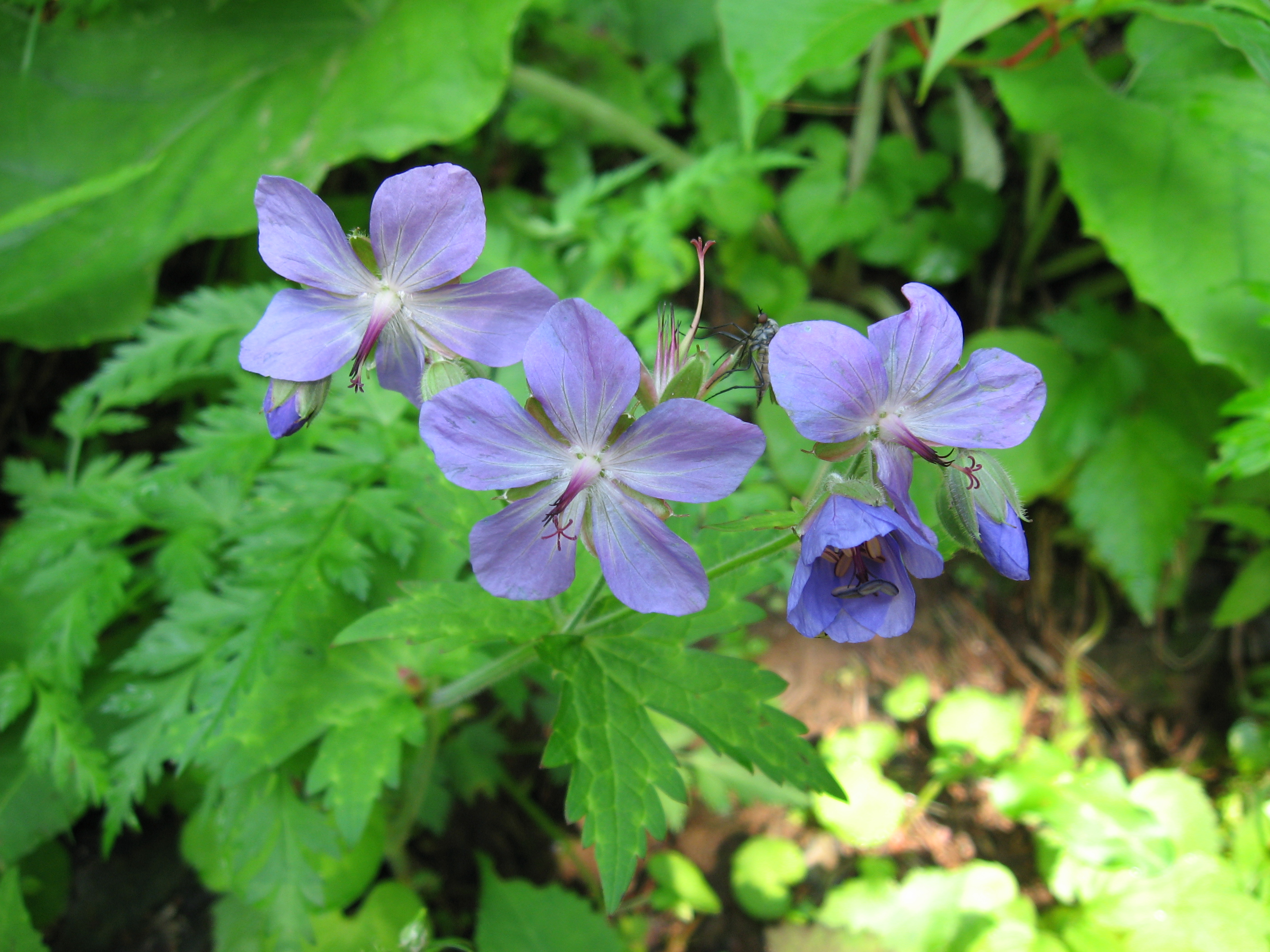
タカネグンナイフウロ
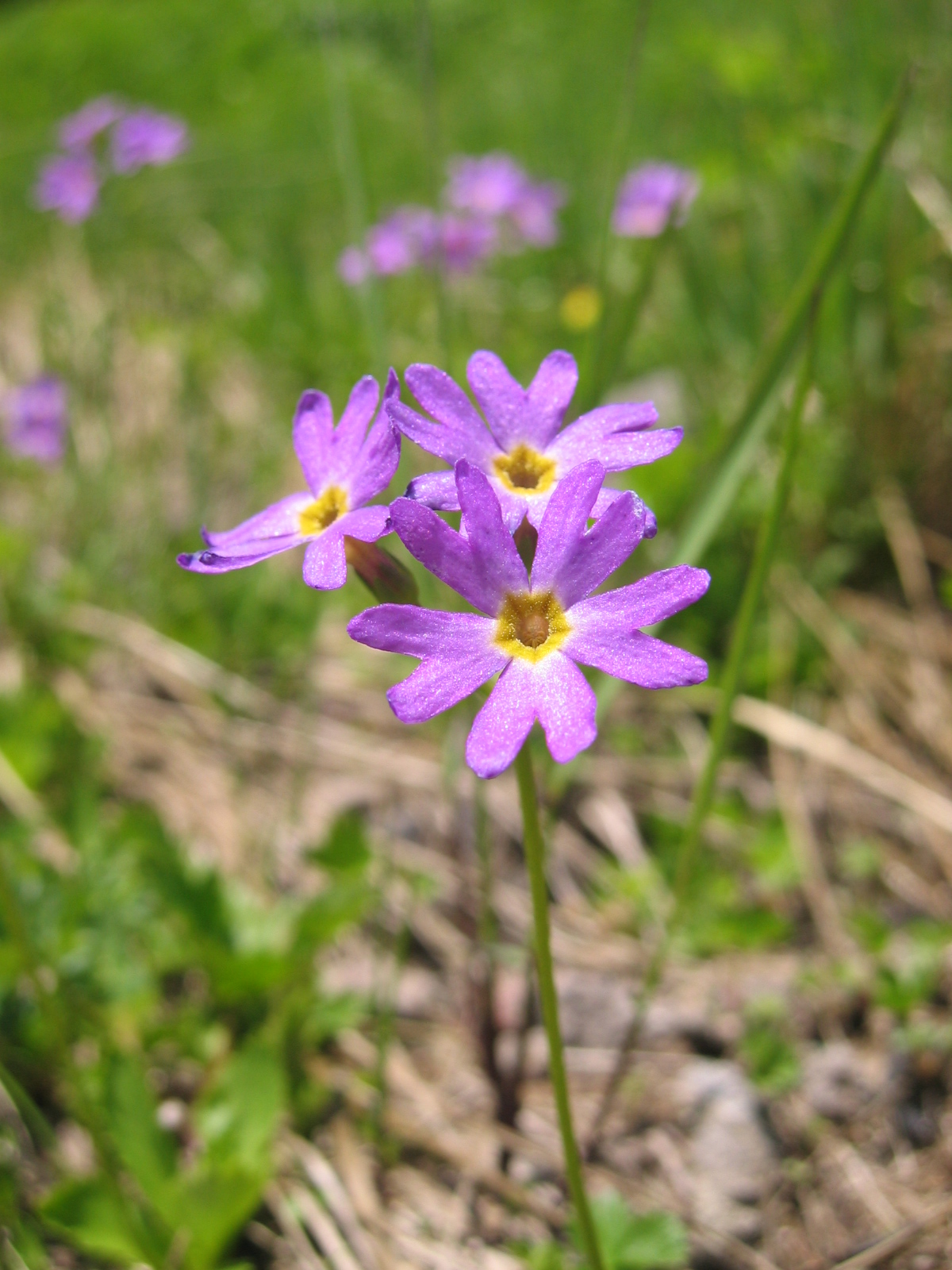
ハクサンコザクラ
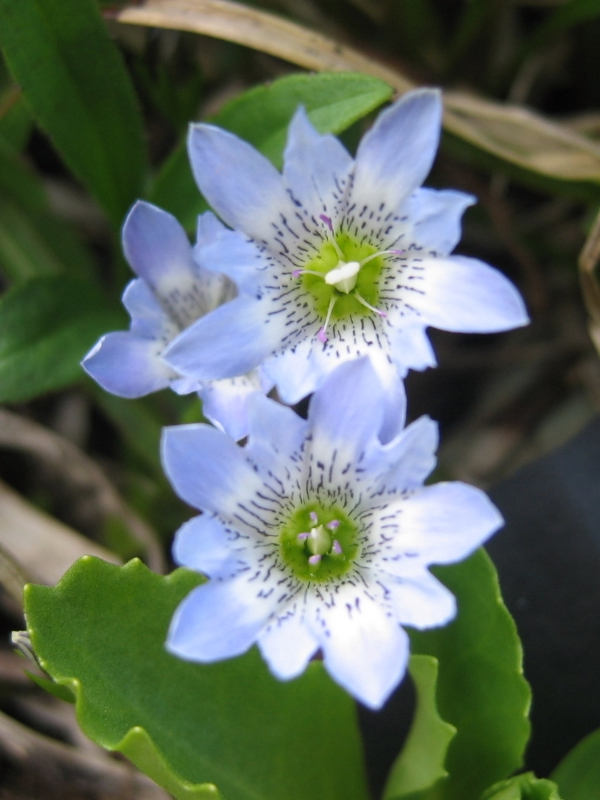
タテヤマリンドウ

果実
- クルマユリの果実
- チングルマの実
- コマクサの種子

## 関連図書
- 『日本の高山植物』山と溪谷社〈山溪カラー名鑑〉、1988年8月。ISBN 4635090191。
- 『花の百名山地図帳』山と溪谷社、2007年5月。ISBN 9784635922463。